# Lista utworów Marty Kubišovej

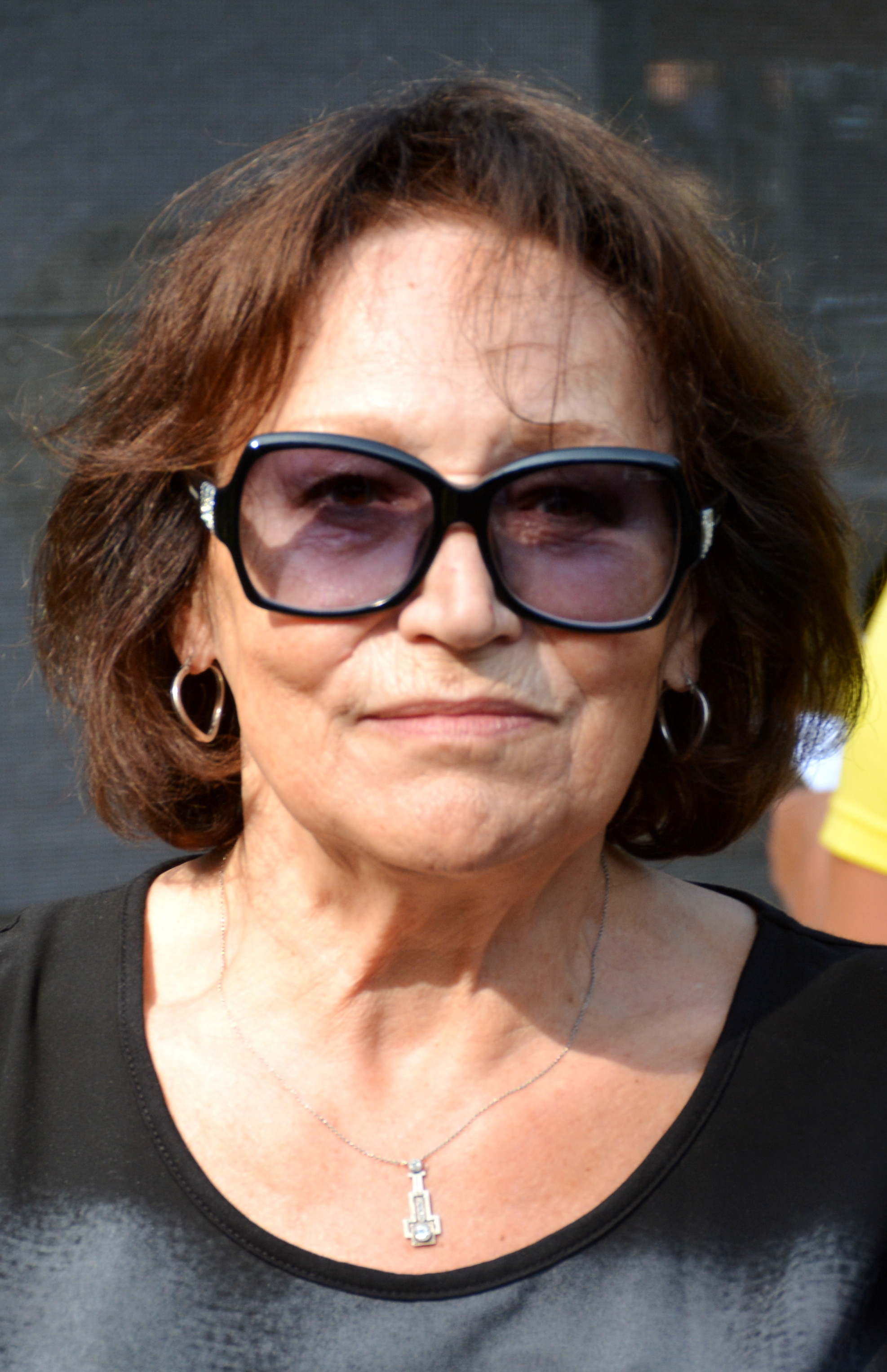
Marta Kubišová w 2016

Artykuł przedstawia listę utworów nagranych przez czeską piosenkarkę Martę Kubišovą.

## Spis alfabetyczny
Tworząc listę stosowano następujące reguły: 
- Uwzględniono jedynie utrwalone wykonania.
- Wymieniając artystów współpracujących nie wymieniano Marty Kubišowej, jako że jej udział jest oczywistą podstawą pojawienia się danej pozycji na tej liście.
- W wypadku coverów w nawiasach podano tytuły oryginałów

| Tytuł                                                                | Rok premiery | Język | Kompozytor                                                                      | Autor tekstu                      | Poszczególne nagrania                          | Poszczególne nagrania | Poszczególne nagrania |
| Tytuł                                                                | Rok premiery | Język | Kompozytor                                                                      | Autor tekstu                      | Miejsce                                        | Data nagrania         | Wykonawcy (oprócz Marty Kubišovej) |
| 31° ve stínu                                                         | 1965         | cz.   | Luděk Hulan                                                                     | Luděk Hulan                       | studio Kobylisy                                | 25.02.1965            | Orkiestra: Orkiestra Jazzowa Czechosłowackiego Radia Śpiew: Luděk Hulan Dyrygent: Karel Krautgartner Trąbka: Laco Déczi , Richard Kubernát Fortepian: Rudolf Rokl Saksofon altowy: Karel Krautgartner Saksofon tenorowy: Milan Ulrich |
| Addio (Ko svet je bil mlad)                                          | 1969         | cz.   | Jurij Robežnik                                                                  | Jiřina Fikejzová                  | studio Dejvice                                 | 13.06.1969            | Orkiestra: Orkiestra Taneczna Czechosłowackiego Radia Dyrygent: Josef Vobruba |
| A já to nepovím                                                      | 1967         | cz.   | Jindřich Brabec                                                                 | Jiří Aplt                         | studio A czechosłowackiego radia               | 29.12.1967            | Orkiestra: Orkiestra Karla Krautgartnera Dyrygent: Josef Vobruba |
| Ale já musím jít                                                     | 1968         | cz.   | Autor nieznany                                                                  | Eva Sadková                       | studio telewizji czechosłowackiej              | 1968                  | |
| Amerika je Amerika (America)                                         | 1966         | cz.   | Leonard Bernstein                                                               | Pavel Kopta                       | studio Strahov                                 | 26.03.1966            | Orkiestra: Dalibor Brázda z orkiestrą Śpiew: Eva Pilarová Chór: Trio żeńskie ČSSPT |
| Amor se mýlí (Blue Moon)                                             | 1965         | cz.   | Richard Rodgers Lorenz Hart                                                     | Rostislav Černý                   | studio A czechosłowackiego radia               | 29.12.1965            | Orkiestra: Orkiestra Taneczna Czechosłowackiego Radia |
| Angelo                                                               | 1968         | cz.   | Bohuslav Ondráček                                                               | Eduard Krečmar                    | studio A czechosłowackiego radia               | 28.11.1968            | Orkiestra: Orkiestra Taneczna Czechosłowackiego Radia Dyrygent: Josef Vobruba Chór: Chór Lubomíra Pánka , Duet Irena i Olga |
| A prayer for Marta (Modlitba pro Martu)                              | 1990         | ang.  | Jindřich Brabec                                                                 |                                   |                                                | 1990                  | |
| Atlantis                                                             | 1969         | cz.   | Jindřich Brabec                                                                 | Jiřina Fikejzová                  | studio Dejvice                                 | 13.06.1969            | Orkiestra: Orkiestra Taneczna Czechosłowackiego Radia Dyrygent: Josef Vobruba |
| Atlantis                                                             | 1969         | cz.   | Jindřich Brabec                                                                 | Jiřina Fikejzová                  | Split                                          | 08 1969               | Orkiestra: Orkiestra festiwalowa |
| Ať láska… (Love, Oh Love)                                            | 1995         | cz.   | Lionel Richie                                                                   | Pavel Vrba                        | studio czeskiego radia                         | 03 1995               | Orkiestra: „Golden Strings” Vladimíra Popelky Chór: Zespół wokalny „Voice Mix” Gitara: Jan Kučera |
| A to mě trápí (I Hope You Find It)                                   | 2016         | cz.   | Jeffrey Steele Stephen Paul Robson                                              | Václav Kopta                      | różne                                          | 2016                  | Orkiestra: Praska studyjna orkiestra symfoniczna , Zespół studyjny Petra Maláska Dyrygent: Jan Smolík |
| Ave mater speciosa                                                   | 2005         | cz.   | David Solař                                                                     | Jan Schneider                     | studio dh Vyžlovka                             | 02/03. 2005           | Orkiestra: Orkiestra studyjna Pavla Větrovce |
| Až únavou                                                            | 1967         | cz.   | Dalibor Basler                                                                  | Václav Babula                     | studio A czechosłowackiego radia               | 29.12.1967            | Orkiestra: Orkiestra Karla Krautgartnera Dyrygent: Josef Vobruba |
| Balada o kornetovi a dívce                                           | 1968         | cz.   | Bohuslav Ondráček                                                               | Zdeněk Rytíř                      | studio Dejvice                                 | 11.12.1968            | Orkiestra: Orkiestra „Golden Kids” Dyrygent: Josef Vobruba Chór: Chór Lubomíra Pánka |
| Balada o Mistru Třeboňském                                           | 1968         | cz.   | J. J. de Lescout                                                                | Zdeněk Liška                      | studio telewizji czechosłowackiej              | 1968                  | Chór: Chór Pavla Kühna |
| Bam-Bam-Biri-Biri-Bam                                                | 1969         | cz.   | Angelo Michajlov                                                                | Eduard Krečmar                    | studio telewizji czechosłowackiej              | 17.03.1969            | Orkiestra: Orkiestra Taneczna Czechosłowackiego Radia Śpiew: Václav Neckář Dyrygent: Václav Hybš Współwykonawca Helena Vondráčková |
| Banální příběh o domě                                                | 1991         | cz.   | Petr Skoumal                                                                    | Pavel Šrut                        | Hrnčíře                                        | 30.04.1991            | Instrumenty klawiszowe: Lev Alexandrovič Rybalkin Gitara: Luboš Andršt Instrumenty perkusyjne: Ivan Kadaňka Saksofon sopranowy: Joe Kučera Gitara basowa: Vladimír „Guma” Kulhánek |
| Bez                                                                  | 1964         | cz.   | Bohuslav Ondráček                                                               | Zbyněk Kovanda                    | czechosłowackie radio Pilzno                   | 1964                  | Orkiestra: Zespół Jazzowy teatru „Alfa” |
| Bílá stuha                                                           | 1968         | cz.   | Jindřich Brabec                                                                 | Jiří Aplt                         | studio A czechosłowackiego radia               | 23.09.1968            | Orkiestra: Karel Vlach z orkiestrą |
| Bílá tma                                                             | 1969         | cz.   | Dalibor Basler                                                                  | Václav Babula                     |                                                | 1969                  | Orkiestra: Orkiestra Taneczna Czechosłowackiego Radia |
| Bílý stůl                                                            | 1967         | cz.   | Bohuslav Ondráček                                                               | Eduard Krečmar                    | studio czechosłowackiego radia                 | 22.03.1967            | Orkiestra: Karel Krautgartner ze swoją orkiestrą Dyrygent: Josef Vobruba Chór: Chór Lubomíra Pánka |
| Bílý stůl                                                            | 1967         | cz.   | Bohuslav Ondráček                                                               | Eduard Krečmar                    | Studio telewizji czeskiej                      | 1968                  | Orkiestra: Orkiestra Karla Krautgartnera Dyrygent: Josef Vobruba Chór: Chór Lubomíra Pánka , Duo Irena a Olga Podkład melodyczny Mefisto Zdjęcia: Jaromír Šofr scenariusz i reżyseria Jan Němec (16287) |
| Blues o tom, že život je chlap                                       | 1967         | cz.   | Pavel Vitoch                                                                    | Pavel Vrba                        | studio A czechosłowackiego radia               | 27.09.1967            | Orkiestra: Orkiestra Karla Krautgartnera Dyrygent: Josef Vobruba |
| Buď vůle tvá                                                         | 1993         | cz.   | Bohuslav Ondráček                                                               | Zdeněk Borovec                    | Studio MIDA+Rudolfinum                         | 1993                  | Orkiestra: Praska orkiestra klasyczna Śpiew: Karel Gott Dyrygent: Oldřich Vlček Chór: Zespół studyjny Petra Maláska Instrumenty klawiszowe: Petr Malásek Gitara: Andrej Šeban Instrumenty perkusyjne: Pavel „Bady” Zbořil Gitara basowa: Juraj Griglák |
| Buď vůle tvá                                                         | 1993         | cz.   | Bohuslav Ondráček                                                               | Zdeněk Borovec                    | nieznane                                       | 1994                  | Śpiew: Karel Gott Gitara: Andrej Šeban Fortepian: Petr Malásek Podkład melodyczny Praska orkiestra klasyczna Zdjęcia: Kristian Hynek Gitara basowa: Juraj Griglák scenariusz i reżyseria Jan Němec (16287) perkusja – wsparcie Pavel „Bady” Zbořil |
| Bůh ví                                                               | 1996         | cz.   | Václav Zahradník                                                                | Pavel Vrba                        | studia A i F Czeskiego radia                   | 30.06.1996            | Chór: Zespół studyjny Rudolfa Rokla |
| Bungalow Bill (The Continuing Story Of Bungalow Bill)                | 1969         | cz.   | Paul McCartney John Lennon                                                      | Zdeněk Rytíř                      | studio Dejvice                                 | 21.09.1969            | Orkiestra: Orkiestra „Golden Kids” Śpiew: Golden Kids Dyrygent: Josef Vobruba Trąbka: Jan Čapoun , Jim Gubernát , N. Yaneff |
| Byla cesta ušlapaná                                                  | 1990         | cz.   | Marek Eben                                                                      | Tekst liturgiczny                 | studio Dandy                                   | 17.09.1990            | Śpiew: Marek Eben Klarnet: David Eben Gitara: Marek Eben Carillon: Marek Eben Pozytyw: Kryštof Eben , Marek Eben Fisharmonia: Kryštof Eben Flet prosty: David Eben , Kryštof Eben Saksofon sopranowy: David Eben Cymbały: Dalibor Štrunc Wiolonczela: Ingeborg Žádná Viola da gamba: Ingeborg Žádná Lira korbowa: Petr Hapka Podkład melodyczny Schola Gregoriana Pragensis |
| Caravan                                                              | 1964         | ang.  | Duke Ellington Juan Tizol                                                       | Irving Mills                      | czechosłowackie radio Pilzno                   | 1964                  | Orkiestra: Zespół Jazzowy teatru „Alfa” |
| Čas je nejvyšší pán                                                  | 1995         | cz.   | Bohuslav Ondráček                                                               | Zdeněk Borovec                    | studio czeskiego radia                         | 31.03.1995            | Orkiestra: „Golden Strings” Vladimíra Popelky Chór: Zespół wokalny „Voice Mix” Gitara: Jan Kučera |
| Časy se mění (The Times Are A-Changing)                              | 1969         | cz.   | Bob Dylan                                                                       | Zdeněk Rytíř                      | studio Dejvice                                 | 27.05.1969            | Orkiestra: Orkiestra „Golden Kids” Śpiew: Golden Kids Dyrygent: Josef Vobruba |
| Časy se mění (The Times Are A-Changing)                              | 1969         | cz.   | Bob Dylan                                                                       | Zdeněk Rytíř                      | studio Dejvice                                 | 14.10.1969            | Orkiestra: Orkiestra „Golden Kids” Śpiew: Golden Kids Dyrygent: Josef Vobruba |
| Časy se mění (The Times Are A-Changing)                              | 1969         | cz.   | Bob Dylan                                                                       | Zdeněk Rytíř                      | [ 5 ]                                          | 2004                  | Orkiestra: Wielka Orkiestra Studyjna Śpiew: Golden Kids |
| Čau, Good Bye (Chain Of Fools)                                       | 2016         | cz.   | Donald Covay                                                                    | Marta Skarlandtová                | różne                                          | 2016                  | Orkiestra: Zespół studyjny Petra Maláska |
| Čekám                                                                | 1967         | cz.   | Karel Mareš                                                                     | Pavel Kopta                       | Studio FISYO                                   | 1967                  | Orkiestra: Zespół „Apollo” |
| Černá kráska (Vieni, mia bella biondina)                             | 1968         | cz.   | włoska, ludowa                                                                  | Eduard Krečmar                    | studio A czechosłowackiego radia               | 11.10.1968            | Orkiestra: Václav Hybš z orkiestrą |
| Černá vovce                                                          | 1965         | cz.   | Ludowa                                                                          | Jan Schneider                     |                                                | 1965                  | |
| Černej sen                                                           | 1964         | cz.   | Bohuslav Ondráček                                                               | Bedřich Svatoň                    | czechosłowackie radio Pilzno                   | 1964                  | Orkiestra: Zespół Jazzowy teatru „Alfa” |
| Červánky (It’s Not Unusual)                                          | 1968         | cz.   | Gordon William Mills Les Reed                                                   | Eduard Krečmar                    | studio czechosłowackiego radia                 | 1968                  | Orkiestra: Orkiestra „Golden Kids” Dyrygent: Josef Vobruba Chór: Chór Lubomíra Pánka |
| Červánky (It’s Not Unusual)                                          | 1968         | cz.   | Gordon William Mills Les Reed                                                   | Eduard Krečmar                    | Bratysława                                     | 21.06.1969            | Orkiestra: Taneční orchestr Josefa Vobruby Dyrygent: Josef Vobruba Chór: Chór Lubomíra Pánka |
| Červencové ráno                                                      | 1967         | cz.   | Karel Mareš                                                                     | Petr Rada                         | studio Dejvice                                 | 02.05.1967            | Orkiestra: Karel Vlach z orkiestrą Śpiew: Waldemar Matuška |
| Cesta                                                                | 1968         | cz.   | Jindřich Brabec                                                                 | Petr Rada                         | studio Dejvice                                 | 14.05.1968            | Orkiestra: Karel Krautgartner ze swoją orkiestrą Chór: Chór Lubomíra Pánka |
| Cesta                                                                | 1968         | cz.   | Jindřich Brabec                                                                 | Petr Rada                         | Studio MIDA+Rudolfinum                         | 1993                  | Orkiestra: Praska orkiestra klasyczna Dyrygent: Oldřich Vlček Chór: Zespół studyjny Petra Maláska Instrumenty klawiszowe: Petr Malásek Gitara: Andrej Šeban Instrumenty perkusyjne: Pavel „Bady” Zbořil Saksofon sopranowy: Štěpán Markovič Gitara basowa: Juraj Griglák |
| Cesta tvá má být tvůj cíl (The Performance Of My Life)               | 2016         | cz.   | Christopher Sean Lowe Neil Francis Tennant                                      | Václav Kopta                      | różne                                          | 2016                  | Orkiestra: Praska studyjna orkiestra symfoniczna Dyrygent: Jan Smolík Saksofon: František Kop |
| Chce jen vládnout                                                    | 1968         | cz.   | Ján Siváček                                                                     | Tomáš Janovic Pavel Vrba          | studio A czechosłowackiego radia               | 29.03.1968            | Orkiestra: Orkiestra Taneczna Czechosłowackiego Radia |
| Chci právo trubky mít                                                | 1969         | cz.   | Jindřich Brabec                                                                 | Pavel Vrba                        | studio Dejvice                                 | 26.05.1969            | Orkiestra: Orkiestra „Golden Kids” Dyrygent: Josef Vobruba |
| Chvalme Boha vesele                                                  | 1990         | cz.   | Marek Eben                                                                      | Tekst liturgiczny                 | studio Dandy                                   | 17.09.1990            | Śpiew: Marek Eben Klarnet: David Eben Gitara: Marek Eben Carillon: Marek Eben Pozytyw: Kryštof Eben , Marek Eben Fisharmonia: Kryštof Eben Flet prosty: David Eben , Kryštof Eben Saksofon sopranowy: David Eben Cymbały: Dalibor Štrunc Wiolonczela: Ingeborg Žádná Viola da gamba: Ingeborg Žádná Lira korbowa: Petr Hapka Podkład melodyczny Schola Gregoriana Pragensis |
| Co dřímá v nás                                                       | 1996         | cz.   | Václav Zahradník                                                                | Pavel Vrba                        | studia A i F Czeskiego radia                   | 30.06.1996            | Chór: Zespół studyjny Rudolfa Rokla Instrumenty perkusyjne: Jan Žižka Fortepian: Rudolf Rokl Gitara akustyczna: Jan Kučera Gitara basowa: Jaromír Honzák |
| Co znamená mít rád (What Is This Thing Called Love?)                 | 1965         | cz.   | Cole Porter                                                                     | Zdeněk Borovec                    | studio czechosłowackiego radia                 | 09.02.1965            | Orkiestra: Orkiestra Taneczna Czechosłowackiego Radia Dyrygent: Josef Vobruba Flet: Jan Konopásek |
| Co znamená mít rád (What Is This Thing Called Love?)                 | 1965         | cz.   | Cole Porter                                                                     | Zdeněk Borovec                    | hotel Ambassador, Praha                        | 1997                  | Orkiestra: Big Band Felixe Slováčka Śpiew: Jitka Zelenková |
| Daleko, daleko                                                       | 1968         | cz.   | Georgij Nikiforovič Nosov                                                       | Vladimír Dvořák                   |                                                | 1968                  | |
| Dary nesem                                                           | 1968         | cz.   | Zdeněk Marat                                                                    | Zdeněk Borovec                    | Studio telewizji czechosłowackiej              | 29.11.1968            | Orkiestra: Orkiestra Taneczna Czechosłowackiego Radia Śpiew: Karel Štědrý , Václav Neckář Dyrygent: Josef Vobruba |
| Dáša                                                                 | 1966         | cz.   | Milan Dvořák                                                                    | Vladimír Dvořák                   | studio Strahov                                 | 15.02.1966            | Orkiestra: Karel Vlach z orkiestrą Chór: Chór Lubomíra Pánka |
| Dein Schiff kommt wieder (Tvá loď se vrátí)                          | 1968         | niem. | Bohuslav Ondráček                                                               | „Fini” Josefine Huber-Busch       | Polydor                                        | 1968                  | Orkiestra: Orkiestra Bohuslava Ondráčka |
| Dejte mi kousek louky                                                | 1968         | cz.   | Zdeněk Marat                                                                    | Zdeněk Borovec                    | studio czechosłowackiego radia                 | 1968                  | Orkiestra: Orkiestra Karla Krautgartnera Dyrygent: Josef Vobruba |
| Denně čekám (Anyone Who Had A Heart)                                 | 1967         | cz.   | Burt Bacharach                                                                  | Hal David Pavel Vrba              | studio A czechosłowackiego radia               | 21.07.1967            | Orkiestra: Orkiestra Karla Krautgartnera Dyrygent: Josef Vobruba Chór: Chór żeński |
| Den žen                                                              | 1965         | cz.   | Bohuslav Ondráček                                                               | Jan Schneider                     | studio Strahov                                 | 22.11.1965            | Orkiestra: Miroslav Kefurt ze swoją grupą Śpiew: Helena Vondráčková, Václav Neckář |
| Den žen                                                              | 1965         | cz.   | Bohuslav Ondráček                                                               | Jan Schneider                     | studio Strahov                                 | 30.06.1966            | Śpiew: Helena Vondráčková, Václav Neckář Organy: Karel Svoboda Podkład melodyczny Mefisto |
| Depeše                                                               | 1966         | cz.   | Karel Svoboda                                                                   | Ivo Rožek                         | studio czechosłowackiego radia                 | 10.11.1966            | Orkiestra: Orkiestra Taneczna Czechosłowackiego Radia Dyrygent: Josef Vobruba |
| Depeše                                                               | 1966         | cz.   | Karel Svoboda                                                                   | Ivo Rožek                         | recital                                        | 1994                  | |
| Deset schodů                                                         | 1963         | cz.   | Bohuslav Ondráček                                                               | Zbyněk Kovanda                    | czechosłowackie radio Pilzno                   | 1963                  | Orkiestra: Zespół Jazzowy teatru „Alfa” |
| Die Sonne ist schön (Tajuplnej hráč)                                 | 1968         | niem. | Karel Svoboda                                                                   | Carl Ulrich Blecher               | Polydor                                        | 1968                  | Orkiestra: Orkiestra Bohuslava Ondráčka |
| Dívám se vzhůru                                                      | 1991         | cz.   | Jan Burian                                                                      | Jan Burian                        | Hrnčíře                                        | 30.04.1991            | Orkiestra: Zespół studyjny Luboše Andršta |
| Dobrodružství s bohem Panem (Greensleeves)                           | 1968         | cz.   | Irlandzka melodia ludowa                                                        | Miloň Čepelka                     | studio Dejvice                                 | 11.12.1968            | Orkiestra: Orkiestra „Golden Kids” Dyrygent: Josef Vobruba |
| Dobrodružství s bohem Panem (Greensleeves)                           | 1968         | cz.   | Irlandzka melodia ludowa                                                        | Miloň Čepelka                     | recital                                        | 2005                  | |
| Dobrodružství s bohem Panem (Greensleeves)                           | 1968         | cz.   | Irlandzka melodia ludowa                                                        | Miloň Čepelka                     | recital                                        | 2012                  | |
| Docela všední obyčejný den                                           | 1996         | cz.   | Jan Hammer ml.                                                                  | Jaromír Hořec                     | studia A i F Czeskiego radia                   | 1996                  | Orkiestra: Zespół studyjny Rudolfa Rokla |
| Donchuán s klarinetem                                                | 1966         | cz.   | Charles Aznavour                                                                | Jan Schneider                     | studio czechosłowackiego radia                 | 10.11.1966            | Orkiestra: Orkiestra Taneczna Czechosłowackiego Radia Śpiew: Helena Vondráčková Dyrygent: Josef Vobruba Klarnet: Karel Krautgartner |
| Dubnový strom v říjnu                                                | 1993         | cz.   | Dežo Ursiny                                                                     | Pavel Šrut                        | Studio MIDA+Rudolfinum                         | 1993                  | Orkiestra: Praska orkiestra klasyczna Instrumenty klawiszowe: Petr Malásek Gitara: Andrej Šeban Instrumenty perkusyjne: Pavel „Bady” Zbořil Gitara basowa: Juraj Griglák |
| Důvod mám (Walk On Bye)                                              | 2010         | cz.   | Burt Bacharach                                                                  | Pavel Vrba                        | Teatr Ungelt                                   | 2010                  | |
| Důvod mám (Walk On Bye)                                              | 2010         | cz.   | Burt Bacharach                                                                  | Pavel Vrba                        | różne                                          | 2016                  | Orkiestra: Praska studyjna orkiestra symfoniczna , Zespół studyjny Petra Maláska Dyrygent: Jan Smolík |
| Einodis                                                              | 2013         | cz.   | Karel Štolba                                                                    | Marta Skarlandtová                | Teatr Ungelt                                   | 2013                  | |
| Et Maintenant                                                        | 1966         | fr.   | Gilbert Bécaud                                                                  | Gilbert Bécaud                    | Teatr Rokoko                                   | 1966                  | |
| Ginny, Ginny                                                         | 1967         | cz.   | Angelo Michajlov                                                                | Eduard Krečmar                    |                                                | 1967                  | |
| Haló (Hello)                                                         | 1995         | cz.   | Lionel Richie                                                                   | Zdeněk Borovec Pavel Vrba         | studio czeskiego radia                         | 31.03.1995            | Orkiestra: „Golden Strings” Vladimíra Popelky Chór: Zespół wokalny „Voice Mix” Gitara: Jan Kučera |
| Hare Krišna (Hare Krishna)                                           | 1970         | cz.   | Galt Mac Dermot                                                                 | Zdeněk Rytíř                      | studio Dejvice                                 | 30.06.1970            | Orkiestra: Orkiestra „Golden Kids” Dyrygent: Josef Vobruba |
| Hej, Jude (Hey Jude)                                                 | 1968         | cz.   | Paul McCartney John Lennon                                                      | Zdeněk Rytíř                      | studio Dejvice                                 | 10.12.1968            | Orkiestra: Orkiestra „Golden Kids” Dyrygent: Josef Vobruba Chór: Golden Kids |
| Hej, pane zajíci!                                                    | 1967         | cz.   | Bohuslav Ondráček                                                               | Jan Schneider                     | studio A czechosłowackiego radia               | 29.12.1967            | Orkiestra: Orkiestra Karla Krautgartnera Śpiew: Helena Vondráčková Dyrygent: Josef Vobruba |
| Hlas nejtišší (You Make Me Feel Brand New)                           | 2016         | cz.   | Linda Creed Thomas Randolph Bell                                                | Marta Skarlandtová                | różne                                          | 2016                  | Dyrygent: Jan Smolík Podkład melodyczny Praska studyjna orkiestra symfoniczna , Zespół studyjny Petra Maláska |
| Hluboká vráska (Going To The River)                                  | 1996         | cz.   | Antoine Fats Domino                                                             | Jiří Suchý                        | studia A i F Czeskiego radia                   | 1996                  | Orkiestra: Zespół studyjny Rudolfa Rokla |
| Hoří rubín krvavý                                                    | 1993         | cz.   | Michaela Horká                                                                  | Pavel Vrba                        | Studio MIDA+Rudolfinum                         | 1993                  | Orkiestra: Praska orkiestra klasyczna Dyrygent: Oldřich Vlček Chór: Zespół studyjny Petra Maláska Instrumenty klawiszowe: Petr Malásek Gitara: Andrej Šeban Instrumenty perkusyjne: Pavel „Bady” Zbořil Gitara basowa: Juraj Griglák |
| Já a můj syn                                                         | 1966         | cz.   | Jiří Baur                                                                       | Ivo Fischer                       | studio Strahov                                 | 23.09.1966            | Orkiestra: Karel Vlach z orkiestrą Chór: Chór Lubomíra Pánka |
| Já cestu k tobě najdu si                                             | 1967         | cz.   | Bohuslav Ondráček                                                               | Jaroslav Šprongl                  | studio A czechosłowackiego radia               | 30.11.1967            | Orkiestra: Orkiestra Karla Krautgartnera Dyrygent: Josef Vobruba Chór: Chór Lubomíra Pánka |
| Já chci být volná                                                    | 2013         | cz.   | Karel Štolba                                                                    | Marta Skarlandtová                | studio Prosound                                | 04 2013               | Śpiew: Aneta Langerová Instrumenty klawiszowe: Karel Štolba Gitara: Omar Khaouaj Instrumenty perkusyjne: Robert Štolba Gitara basowa: Ivan Habernal |
| Já dovedu lhát (I’m Learning About Love)                             | 1965         | cz.   | Grady Martin Louis Todd Innis                                                   | Jiří Štaidl                       | studio A czechosłowackiego radia               | 26.01.1965            | Orkiestra: Orkiestra Taneczna Czechosłowackiego Radia Współwykonawca Darek Vostřel |
| Já jen dýchám                                                        | 1991         | cz.   | Luboš Andršt                                                                    | Michal Bukovič                    | Hrnčíře                                        | 30.04.1991            | Orkiestra: Zespół studyjny Luboše Andršta Śpiew: Jindřich Malík , Květoslav Rohleder , Oldřich Pergl , Vít Popp |
| Jaká To Nádhera (Caruso)                                             | 1968         | cz.   | Lucio Dalla                                                                     | Zdeněk Borovec                    | Studio telewizji czeskiej                      | 1968                  | Reżyser: Rudolf Vodrážka |
| Jaká To Nádhera (Caruso)                                             | 1968         | cz.   | Lucio Dalla                                                                     | Zdeněk Borovec                    | studio czeskiego radia                         | 31.03.1995            | Orkiestra: „Golden Strings” Vladimíra Popelky Chór: Zespół wokalny „Voice Mix” |
| Jaká To Nádhera (Caruso)                                             | 1968         | cz.   | Lucio Dalla                                                                     | Zdeněk Borovec                    | Studio telewizji czeskiej                      | 12 1996               | Orkiestra: Orkiestra Karela Gotta Śpiew: Karel Gott Dyrygent: Pavel Větrovec Chór: Chór Karela Gotta |
| Jaká To Nádhera (Caruso)                                             | 1968         | cz.   | Lucio Dalla                                                                     | Zdeněk Borovec                    | studio dh Vyžlovka                             | 08 2013               | Orkiestra: Symfonický Orchestr Epoque Orchestra Śpiew: Štefan Margita Dyrygent: Jan Kučera Gitara: Peter Binder Fortepian: David Solař |
| Jakoby nic                                                           | 1970         | cz.   | Bohuslav Ondráček                                                               | Zdeněk Rytíř                      | studio Dejvice                                 | 13.02.1970            | Orkiestra: Orkiestra „Golden Kids” Dyrygent: Josef Vobruba Instrumenty perkusyjne: Petr Hejduk Perkusja: Petr Hejduk Drumla: Zdeněk Rytíř Fortepian: Petr Formánek |
| Jako déšť                                                            | 1996         | cz.   | Pavel Krejča                                                                    | Pavel Vrba                        | studio Dejvice                                 | 30.06.1996            | |
| Jakube, Jakube                                                       | 1967         | cz.   | Karel Mareš                                                                     | Ester Krumbachová                 | Filmové studio Barrandov                       | 10.07.1967            | Orkiestra: Filmowa orkiestra symfoniczna Dyrygent: Štěpán Koníček |
| Jak vytunelovat tuneláře                                             | 2005         | cz.   | David Solař                                                                     | Jan Schneider                     | studio dh Vyžlovka                             | 02-03. 2005           | Orkiestra: Orkiestra studyjna Pavla Větrovce |
| Já mám ráda pejsky                                                   | 1995         | cz.   | Bohuslav Ondráček                                                               | Eduard Krečmar                    | Czeskiego radia, Praga                         | 31.03.1995            | Trąbka: Miroslav Surka Podkład melodyczny „Golden Strings” Vladimíra Popelky , Zespół wokalny „Voice Mix” Puzon: Josef Bažík Pavelka |
| Jarmark ve Scarborough (Scarborough Fair)                            | 1969         | cz.   | Traditional                                                                     | Zdeněk Borovec                    | studio telewizji czechosłowackiej              | 1969                  | Orkiestra: Vladimír Raška ze swoją orkiestrą Śpiew: Helena Vondráčková, Karel Černoch |
| Jarmark ve Scarborough (Scarborough Fair)                            | 1969         | cz.   | Traditional                                                                     | Zdeněk Borovec                    | studio Strahov                                 | 1993                  | Śpiew: Karel Gott Dyrygent: František Polák |
| Jarmark ve Scarborough (Scarborough Fair)                            | 1969         | cz.   | Traditional                                                                     | Zdeněk Borovec                    | studio telewizji czechosłowackiej              | 03 1993               | Orkiestra: Orkiestra „KGB” Śpiew: Karel Gott Dyrygent: Pavel Větrovec |
| Já tu s tváří neměnnou                                               | 1968         | cz.   | Jindřich Brabec                                                                 | Pavel Vrba                        | studio Dejvice                                 | 04.11.1968            | Orkiestra: Orkiestra „Golden Kids” Dyrygent: Josef Vobruba |
| Je půl vosmý                                                         | 1963         | cz.   | Bohuslav Ondráček                                                               | Jan Schneider                     | studio czechosłowackiego radia                 | 02.11.1963            | Orkiestra: Instrumentální skupina Divadla Alfa v Plzni Dyrygent: Bohuslav Ondráček |
| Je půl vosmý                                                         | 1963         | cz.   | Bohuslav Ondráček                                                               | Jan Schneider                     | studio czechosłowackiego radia                 | 15.12.1964            | Orkiestra: Sextet Divadla v Alfě |
| Jesse, pojď spát (Jesse)                                             | 2016         | cz.   | Janis Ian                                                                       | Václav Kopta                      | różne                                          | 2016                  | Orkiestra: Zespół studyjny Petra Maláska |
| Ještě ne                                                             | 1966         | cz.   | Dušan Pálka                                                                     | Miroslav Zikán                    | studio czechosłowackiego radia                 | 22.11.1966            | Orkiestra: Taneczne studio Praha Dyrygent: Zdeněk Marat Chór: Chór Lubomíra Pánka |
| Ježíš náš spasitel                                                   | 1990         | cz.   | Marek Eben                                                                      | Tekst liturgiczny                 | studio Dandy                                   | 17.09.1990            | Śpiew: Marek Eben Klarnet: David Eben Gitara: Marek Eben Carillon: Marek Eben Pozytyw: Kryštof Eben , Marek Eben Fisharmonia: Kryštof Eben Flet prosty: David Eben , Kryštof Eben Saksofon sopranowy: David Eben Cymbały: Dalibor Štrunc Wiolonczela: Ingeborg Žádná Viola da gamba: Ingeborg Žádná Lira korbowa: Petr Hapka Podkład melodyczny Schola Gregoriana Pragensis |
| Jihočeská noc                                                        | 1993         | cz.   | Vašo Patejdl                                                                    | Jan Schneider                     | Studio MIDA+Rudolfinum                         | 1993                  | Instrumenty klawiszowe: Petr Malásek Gitara: Andrej Šeban Instrumenty perkusyjne: Pavel „Bady” Zbořil Podkład melodyczny Praska orkiestra klasyczna Gitara basowa: Juraj Griglák |
| Jsem tvoje včera                                                     | 1967         | cz.   | Karel Svoboda                                                                   | Eduard Krečmar                    | studio czechosłowackiego radia                 | 27.09.1967            | Orkiestra: Orkiestra Karla Krautgartnera Dyrygent: Josef Vobruba Chór: Chór Jiřího Linhy |
| Jsi jako dlouhý most                                                 | 1996         | cz.   | Karel Mareš                                                                     | Miroslav Černý                    |                                                | 30.06.1996            | |
| Kde máš svůj dům                                                     | 1970         | cz.   | Bohuslav Ondráček                                                               | Zdeněk Borovec Zdeněk Rytíř       | studio Dejvice                                 | 30.06.1970            | Orkiestra: Orkiestra „Golden Kids” Dyrygent: Josef Vobruba |
| Kdo si šlape po štěstí                                               | 2005         | cz.   | David Solař                                                                     | Jan Schneider                     | studio dh Vyžlovka                             | 02-03. 2005           | Orkiestra: Orkiestra studyjna Pavla Větrovce |
| Kdo těm růžím vůni vzal? (Where Have All The Flowers Gone?)          | 1965         | cz.   | Peter Seeger                                                                    | Jan Schneider                     | nieznane                                       | 1965                  | |
| Kdo ti radu dá                                                       | 1969         | cz.   | Vladimír Popelka                                                                | Vladimír Poštulka                 | studio Dejvice                                 | 10.03.1969            | Orkiestra: Orkiestra „Golden Kids” Dyrygent: Josef Vobruba |
| Kdo vynalez „shake”                                                  | 1967         | cz.   | Karel Mareš                                                                     | Pavel Kopta                       | Studio FISYO                                   | 1967                  | Orkiestra: Zespół „Apollo” |
| Kdybys tak znal (Sí tu savais)                                       | 1965         | cz.   | Chriss Argelies Georges Liferman                                                | Jindřich Balík                    |                                                | 1965                  | |
| Kdysi dávno (From A Distance)                                        | 2016         | cz.   | Julie Gold                                                                      | Marta Skarlandtová                | różne                                          | 2016                  | Orkiestra: Praska studyjna orkiestra symfoniczna , Zespół studyjny Petra Maláska Dyrygent: Jan Smolík |
| Když nastanou deště                                                  | 1966         | cz.   | Harry Macourek                                                                  | Jiří R. Pick                      | nieznane                                       | 02.12.1966            | Orkiestra: Orkiestra Taneczna Czechosłowackiego Radia |
| Klobouk ve křoví                                                     | 1996         | cz.   | Jaroslav Ježek                                                                  | Jan Werich Jiří Voskovec          | studia A i F Czeskiego radia                   | 1996                  | Orkiestra: Zespół studyjny Rudolfa Rokla |
| Kouzelník Žito                                                       | 2005         | cz.   | Daniel Fikejz                                                                   | Jan Schneider                     | studio dh Vyžlovka                             | 02-03. 2005           | Orkiestra: Orkiestra studyjna Pavla Větrovce |
| Kouzlo mládí                                                         | 2010         | cz.   | Karel Štolba                                                                    | Marta Skarlandtová                | [ 7 ]                                          | 2010                  | Współwykonawca Milan Hein |
| Kříž                                                                 | 1978         | cz.   | Jaroslav Hutka Morawska melodia ludowa                                          |                                   | Utajnione miejsce w Pradze                     | 05 1978               | Gitara: Jaroslav Hutka |
| Kupte si strom                                                       | 1963         | cz.   | Bohuslav Ondráček                                                               | Zbyněk Kovanda                    | czechosłowackie radio Pilzno                   | 02.11.1963            | Orkiestra: Zespół Jazzowy teatru „Alfa” |
| Lampa                                                                | 1968         | cz.   | Bohuslav Ondráček                                                               | Pavel Vrba                        | studio Dejvice                                 | 09.01.1968            | Orkiestra: Mefisto Dyrygent: Josef Vobruba |
| Láska a karty                                                        | 1964         | cz.   | Vladimír Vodička                                                                | Jiří Suchý                        | nieznane                                       | 18.03.1964            | Orkiestra: Orkiestra Taneczna Czechosłowackiego Radia |
| Lavička v jasmínu                                                    | 1965         | cz.   | Miloslav Ducháč                                                                 | Miroslav Zikán                    | studio telewizji czechosłowackiej              | 1965                  | Orkiestra: Orkiestra Taneczna Czechosłowackiego Radia Dyrygent: Karel Krautgartner |
| Legendy                                                              | 1969         | cz.   | Angelo Michajlov                                                                | Eduard Krečmar                    | studio czechosłowackiego radia                 | 17.03.1969            | Orkiestra: Orkiestra Taneczna Czechosłowackiego Radia Dyrygent: Václav Hybš |
| Legendy                                                              | 1969         | cz.   | Angelo Michajlov                                                                | Eduard Krečmar                    | Studio Hrnčíře                                 | 30.04.1991            | Instrumenty klawiszowe: Lev Alexandrovič Rybalkin Gitara: Luboš Andršt Instrumenty perkusyjne: Ivan Kadaňka Saksofon sopranowy: Joe Kučera Gitara basowa: Vladimír „Guma” Kulhánek |
| Loudá se půlměsíc (Un ange est venu)                                 | 1964         | cz.   | Jean Gaston Renard                                                              | Rostislav Černý Jiří Štaidl       | studio czechosłowackiego radia                 | 12.11.1964            | Orkiestra: Orkiestra Taneczna Czechosłowackiego Radia Dyrygent: Josef Vobruba Chór: Chór Jiřího Linhy Trąbka: Richard Kubernát |
| Loudá se půlměsíc (Un ange est venu)                                 | 1964         | cz.   | Jean Gaston Renard                                                              | Rostislav Černý Jiří Štaidl       | studio czechosłowackiego radia                 | 26.01.1965            | Orkiestra: Orkiestra Taneczna Czechosłowackiego Radia Dyrygent: Josef Vobruba Chór: Chór Jiřího Linhy Trąbka: Richard Kubernát |
| Lunapark                                                             | 1995         | cz.   | Michal David                                                                    | Eduard Krečmar                    | studio czeskiego radia                         | 31.03.1995            | Orkiestra: „Golden Strings” Vladimíra Popelky Chór: Zespół wokalny „Voice Mix” Gitara: Jan Kučera |
| Mach Musik für mich (Fletcher, Flett, Korn)                          | 1969         | niem. |                                                                                 |                                   | Polydor                                        | 1969                  | |
| Magdaléna                                                            | 1968         | cz.   | Luboš Svoboda                                                                   | Pavla Zachařová                   | studio A czechosłowackiego radia               | 31.03.1968            | Orkiestra: Václav Zahradník ze swoją orkiestrą Dyrygent: Václav Zahradník Chór: Vokální sbor řídí Zdeněk Šulc chórmistrz: Zdeněk Šulc |
| Magdalena (Aleluya)                                                  | 1968         | cz.   | Ferrero Rafael Jimenez                                                          | Jan Schneider                     | studio Dejvice                                 | 09.12.1968            | Orkiestra: Orkiestra „Golden Kids” Dyrygent: Josef Vobruba Chór: Chór Lubomíra Pánka Podkład melodyczny Chór Lubomíra Pánka , Orkiestra „Golden Kids” |
| Magdalena (Aleluya)                                                  | 1968         | cz.   | Ferrero Rafael Jimenez                                                          | Jan Schneider                     | Bratysława                                     | 21.06.1969            | Podkład melodyczny Chór Lubomíra Pánka , Taneční orchestr Josefa Vobruby |
| Máj                                                                  | 1968         | cz.   | Zdeněk Petr                                                                     | Ivo Fischer                       | studio Dejvice                                 | 20.02.1968            | Orkiestra: Václav Hybš z orkiestrą Gitara: Otto Kotýnek |
| Malá Lady (Non illuderti mai)                                        | 1969         | cz.   | Lorenzo Pilat Mario Panzeri                                                     | Zdeněk Rytíř                      | studio Dejvice                                 | 1969                  | Orkiestra: Orkiestra „Golden Kids” Śpiew: Václav Neckář Dyrygent: Josef Vobruba Podkład melodyczny Golden Kids |
| Málo, jen málo (Little By Little)                                    | 1968         | cz.   | Buddy Kaye Eddie Gin Beatrice Verdi                                             | Eduard Krečmar                    | studio A czechosłowackiego radia               | 1968                  | Orkiestra: Václav Hybš z orkiestrą Śpiew: Helena Vondráčková |
| Málo je lásky (People Get Ready)                                     | 2016         | cz.   | Curtis Mayfield                                                                 | Marta Skarlandtová                | różne                                          | 2016                  | Orkiestra: Zespół studyjny Petra Maláska |
| Mamá (When My Dollies Have Babies)                                   | 1968         | cz.   | Sonny Bono                                                                      | Eduard Krečmar                    | studio Dejvice                                 | 09.12.1968            | Orkiestra: Orkiestra „Golden Kids” Dyrygent: Josef Vobruba Chór: Chór Dziecięcy Czechosłowackiego Radia chórmistrz: Bohumil Kulínský |
| Mám ráda pohádky                                                     | 2005         | cz.   | Daniel Fikejz                                                                   | Jan Schneider                     | studio dh Vyžlovka                             | 02-03. 2005           | Orkiestra: Orkiestra studyjna Pavla Větrovce |
| Měl snědou tvář                                                      | 1968         | cz.   | Bohuslav Ondráček                                                               | Ivo Fischer                       | studio A czechosłowackiego radia               | 28.11.1968            | Orkiestra: Orkiestra Taneczna Czechosłowackiego Radia Dyrygent: Josef Vobruba Chór: Chór Lubomíra Pánka |
| Měsíční fontána                                                      | 1966         | cz.   | Harry Macourek                                                                  | Petr Rada                         | studio A czechosłowackiego radia               | 14.02.1966            | Orkiestra: Orkiestra Taneczna Czechosłowackiego Radia |
| Micro-Magic-Circus                                                   | 1969         | cz.   | Bohuslav Ondráček                                                               | Zdeněk Rytíř                      |                                                | 25.02.1969            | Orkiestra: Orkiestra „Golden Kids” Śpiew: Golden Kids Dyrygent: Josef Vobruba |
| Mít doma měsíc jenom pro sebe                                        | 1963         | cz.   | Bohuslav Ondráček                                                               | Zbyněk Kovanda                    | czechosłowackie radio Pilzno                   | 1963                  | Orkiestra: Zespół Jazzowy teatru „Alfa” |
| Mně se líbí                                                          | 1963         | cz.   | Bohuslav Ondráček                                                               | Karel Boušek                      | studio Pouchov radia w Hradcu Králové          | 03.04.1963            | Orkiestra: Stop-Jazz-Kvartet z Pardubic Dyrygent: Bohuslav Ondráček |
| Mně se líbí                                                          | 1963         | cz.   | Bohuslav Ondráček                                                               | Karel Boušek                      | studio Strahov                                 | 30.09.1963            | Orkiestra: Orkiestra Taneczna Czechosłowackiego Radia Dyrygent: Josef Vobruba |
| Modlitba pro Martu                                                   | 1968         | cz.   | Jindřich Brabec                                                                 | Petr Rada                         | Studio Petynka Břevnov                         | 23.08.1968            | Instrumenty perkusyjne: Karel Černoch Fortepian: Angelo Michajlov Organy: Milan Dvořák |
| Modlitba pro Martu                                                   | 1968         | cz.   | Jindřich Brabec                                                                 | Petr Rada                         | Studio telewizji czechosłowackiej              | 16.09.1968            | Orkiestra: Václav Hybš z orkiestrą Dyrygent: Václav Hybš Chór: Chór Lubomíra Pánka Podkład melodyczny Orkiestra Taneczna Czechosłowackiego Radia |
| Modlitba pro Martu                                                   | 1968         | cz.   | Jindřich Brabec                                                                 | Petr Rada                         | studio Dejvice                                 | 10.12.1968            | Orkiestra: Orkiestra „Golden Kids” Dyrygent: Josef Vobruba |
| Modlitba pro Martu                                                   | 1968         | cz.   | Jindřich Brabec                                                                 | Petr Rada                         | Utajnione miejsce w Pradze                     | 05 1978               | |
| Modlitba pro Martu                                                   | 1968         | cz.   | Jindřich Brabec                                                                 | Petr Rada                         | balkon wydawnictwa Melantrich na Placu Wacława | 21.11.1989            | |
| Modlitba pro Martu                                                   | 1968         | cz.   | Jindřich Brabec                                                                 | Petr Rada                         | Studio telewizji czechosłowackiej              | 31.12.1989            | |
| Modlitba pro Martu                                                   | 1968         | cz.   | Jindřich Brabec                                                                 | Petr Rada                         | studio Sono                                    | 10 2017               | Orkiestra: Orkiestra Taneczna Czechosłowackiego Radia Śpiew: Blanka Šrůmová , Bára Basiková , Hana Hegerová , Natálie Kocábová , Naďa Válová , Tereza Černochová Dyrygent: Václav Hybš Chór: Chór Lubomíra Pánka |
| Modlitba pro tuto zem                                                | 1993         | cz.   | Štěpán Rak                                                                      | Štěpán Rak                        |                                                | 1993                  | Orkiestra: Big Band Radio Praha Dyrygent: Vladimír Popelka |
| Modrej vřes                                                          | 1968         | cz.   | Karel Svoboda                                                                   | Ivo Fischer                       | nieznane                                       | 05.01.1968            | Śpiew: Karel Štědrý Podkład melodyczny Václav Hybš z orkiestrą |
| Moje láska                                                           | 1995         | cz.   | Bohuslav Ondráček                                                               | Marta Kubišová                    | Studio czeskiego radia, Praga                  | 31.03.1995            | Orkiestra: „Golden Strings” Vladimíra Popelky Chór: Zespół wokalny „Voice Mix” Gitara: Jan Kučera |
| Motejl Modrejl (Mellow Yellow)                                       | 1969         | cz.   | Donovan Phillips Leitch                                                         | Zdeněk Rytíř                      | studio Dejvice                                 | 1969                  | Dyrygent: Josef Vobruba Podkład melodyczny Golden Kids , Orkiestra „Golden Kids” from_czech_mluvená role Václav Neckář |
| Můj obrázek roztrhej                                                 | 1967         | cz.   | Zdeněk Marat                                                                    | Otakar Žebrák                     | studio Dejvice                                 | 20.03.1967            | Orkiestra: Václav Hybš z orkiestrą Śpiew: Helena Vondráčková Współwykonawca Gitte Haenning , Knut Kiesewetter |
| Musím zpívat jazz                                                    | 1964         | cz.   | Bohuslav Ondráček                                                               | Zbyněk Kovanda                    | czechosłowackie radio Pilzno                   | 1964                  | Orkiestra: Zespół Jazzowy teatru „Alfa” |
| Musíš odejít                                                         | 1965         | cz.   | Zdeněk Marat                                                                    | Zdeněk Borovec Bohuslav Nádvorník | nieznane                                       | 1965                  | Dyrygent: Josef Vobruba Podkład melodyczny Orkiestra Taneczna Czechosłowackiego Radia |
| Myslíš jenom na peníze                                               | 1967         | cz.   | Angelo Michajlov                                                                | Eduard Krečmar                    | studio Dejvice                                 | 14.11.1967            | Orkiestra: Václav Hybš z orkiestrą Chór: Chór Lubomíra Pánka |
| Myslíš jenom na peníze                                               | 1967         | cz.   | Angelo Michajlov                                                                | Eduard Krečmar                    | Studio telewizji czeskiej                      | 1968                  | Orkiestra: Orkiestra Karla Krautgartnera Dyrygent: Josef Vobruba Chór: Duo Irena a Olga Reżyser: Jan Němec |
| Na co tě mám                                                         | 1967         | cz.   | Angelo Michajlov                                                                | Eduard Krečmar                    | studio Dejvice                                 | 05.10.1967            | Orkiestra: Mefisto |
| Narodil se syn Boží                                                  | 1990         | cz.   | Marek Eben                                                                      | Tekst liturgiczny                 | studio Dandy                                   | 17.09.1990            | Śpiew: Marek Eben Klarnet: David Eben Gitara: Marek Eben Carillon: Marek Eben Pozytyw: Kryštof Eben , Marek Eben Fisharmonia: Kryštof Eben Flet prosty: David Eben , Kryštof Eben Saksofon sopranowy: David Eben Cymbały: Dalibor Štrunc Wiolonczela: Ingeborg Žádná Viola da gamba: Ingeborg Žádná Lira korbowa: Petr Hapka Podkład melodyczny Schola Gregoriana Pragensis |
| Na smrt si nikdy nezvyknu                                            | 1993         | cz.   | Július Kinček                                                                   | Peter Uličný                      | Studio MIDA+Rudolfinum                         | 1993                  | Orkiestra: Praska orkiestra klasyczna Śpiew: Tomáš Hradil Dyrygent: Oldřich Vlček Współwykonawca Tomáš Hradil Chór: Zespół studyjny Petra Maláska Instrumenty klawiszowe: Petr Malásek Gitara: Andrej Šeban Instrumenty perkusyjne: Pavel „Bady” Zbořil Podkład melodyczny Praska orkiestra klasyczna Gitara basowa: Juraj Griglák                                          |
| Nastal nám den veselý                                                | 1990         | cz.   | Marek Eben                                                                      | Tekst liturgiczny                 | studio Dandy                                   | 17.09.1990            | Śpiew: Marek Eben Klarnet: David Eben Gitara: Marek Eben Carillon: Marek Eben Pozytyw: Kryštof Eben , Marek Eben Fisharmonia: Kryštof Eben Flet prosty: David Eben , Kryštof Eben Saksofon sopranowy: David Eben Cymbały: Dalibor Štrunc Wiolonczela: Ingeborg Žádná Viola da gamba: Ingeborg Žádná Lira korbowa: Petr Hapka Podkład melodyczny Schola Gregoriana Pragensis |
| Navěky (Embraceable you)                                             | 1964         | cz.   | George Gershwin Ira Gershwin                                                    | Jiří Aplt                         | studio A czechosłowackiego radia               | 08.06.1964            | Orkiestra: Orkiestra Taneczna Czechosłowackiego Radia |
| Návštěva ve sklenici                                                 | 1964         | cz.   | Bohuslav Ondráček                                                               | Jan Schneider                     | czechosłowackie radio Pilzno                   | 1964                  | Orkiestra: Zespół Jazzowy teatru „Alfa” |
| Ne                                                                   | 1968         | cz.   | Ota Petřina                                                                     | Zdeněk Rytíř                      | studio Dejvice                                 | 10.12.1968            | Dyrygent: Josef Vobruba Podkład melodyczny Orkiestra „Golden Kids” |
| Neboť co je to člověk                                                | 1966         | cz.   | Karel Mareš                                                                     | Ester Krumbachová                 | Filmové studio Barrandov                       | 1966                  | Orkiestra: Filmowa orkiestra symfoniczna Dyrygent: Štěpán Koníček |
| Nechci být ta druhá                                                  | 1993         | cz.   | Petr Malásek                                                                    | Václav Kopta                      | Studio MIDA+Rudolfinum                         | 1993                  | Instrumenty klawiszowe: Petr Malásek Gitara: Andrej Šeban Instrumenty perkusyjne: Pavel „Bady” Zbořil Podkład melodyczny Praska orkiestra klasyczna Gitara basowa: Juraj Griglák |
| Nechte zvony znít                                                    | 1967         | cz.   | Karel Svoboda                                                                   | Zdeněk Rytíř                      | studio Dejvice                                 | 04.10.1967            | Orkiestra: Mefisto Chór: Duet Irena i Olga Trąbka: Václav Hybš Podkład melodyczny Duo Irena a Olga , Mefisto |
| Nech tu lásku spát                                                   | 1967         | cz.   | Jindřich Brabec                                                                 | Jiří Aplt                         | studio Dejvice                                 | 16.05.1967            | Orkiestra: Karel Vlach z orkiestrą Śpiew: Waldemar Matuška |
| Nejsi sám, kdo doufá (Face It Girl, It’s Over)                       | 1969         | cz.   | Frank Stanton Andy Badale                                                       | Vladimír Poštulka                 | studio Dejvice                                 | 10.03.1969            | Orkiestra: Orkiestra „Golden Kids” Dyrygent: Josef Vobruba Chór: Kühnův smíšený sbor |
| Nejsi sám, kdo doufá (Face It Girl, It’s Over)                       | 1969         | cz.   | Frank Stanton Andy Badale                                                       | Vladimír Poštulka                 | Bratysława                                     | 21.06.1969            | Orkiestra: Taneční orchestr Josefa Vobruby Chór: Chór Lubomíra Pánka |
| Někde musí být Ráj                                                   | 1993         | cz.   | Bohuslav Ondráček                                                               | Pavel Vrba                        | Studio MIDA+Rudolfinum                         | 1993                  | Orkiestra: Praska orkiestra klasyczna Dyrygent: Oldřich Vlček Chór: Zespół studyjny Petra Maláska Instrumenty klawiszowe: Petr Malásek Gitara: Andrej Šeban Instrumenty perkusyjne: Pavel „Bady” Zbořil Gitara basowa: Juraj Griglák |
| Někdy si zpívám                                                      | 1991         | cz.   | Luboš Andršt                                                                    | Jiří Suchý                        | Hrnčíře                                        | 30.04.1991            | Podkład melodyczny Energit |
| Není to láska (I’m Gonna Leave You)                                  | 1967         | cz.   | Dusty Springfield Lesley Duncan Madeline Bell Broadus                           | Eduard Krečmar                    | studio Dejvice                                 | 14.11.1967            | Orkiestra: Václav Hybš z orkiestrą Chór: Duet Irena i Olga |
| Neotočím večer vypinačem                                             | 1963         | cz.   | Harry Macourek                                                                  | Jiří Štaidl                       | studio Pouchov radia w Hradcu Králové          | 27.03.1963            | Orkiestra: Stop-Jazz-Kvartet z Pardubic Dyrygent: Bohuslav Ondráček |
| Nepiš dál                                                            | 1966         | cz.   | Ladislav Štaidl Karel Gott                                                      | Rostislav Černý                   | studio Strahov                                 | 05.07.1966            | Podkład melodyczny Chór teatru „Apollo” , Grupa rytmiczna teatru „Apollo” |
| Nepiš dál                                                            | 1966         | cz.   | Ladislav Štaidl Karel Gott                                                      | Rostislav Černý                   | Studio telewizji czeskiej                      | 05.11.1966            | Orkiestra: Grupa rytmiczna teatru „Apollo” Współwykonawca Karel Gott, Waldemar Matuška Chór: Chór teatru „Apollo” |
| Neříkej                                                              | 2005         | cz.   | David Solař                                                                     | Jan Schneider                     | studio dh Vyžlovka                             | 2-3. 2005             | Orkiestra: Orkiestra studyjna Pavla Větrovce |
| Nesfoukni lásce plamen                                               | 2005         | cz.   | Daniel Hádl                                                                     | Jan Schneider                     | studio dh Vyžlovka                             | 31. 03 2005           | Orkiestra: Orkiestra studyjna Pavla Větrovce |
| Nestůj a pojď /U nás máme mejdan/                                    | 1968         | cz.   | Bohuslav Ondráček                                                               | Zdeněk Rytíř                      | studio Dejvice                                 | 17.12.1968            | Śpiew: Václav Neckář Dyrygent: Josef Vobruba Chór: Helena Vondráčková Podkład melodyczny Orkiestra „Golden Kids” |
| Nevěř mi                                                             | 1967         | cz.   | Miroslav Kefurt                                                                 | Miroslav Kefurt                   | studio A czechosłowackiego radia               | 20.06.1967            | Orkiestra: Václav Hybš z orkiestrą |
| Neznámý (Léto 42)                                                    | 1968         | cz.   | Harry Macourek                                                                  | Hana Čiháková                     |                                                | 1968                  | Orkiestra: Praska orkiestra smyczkowa |
| No (Hej, pane zajíci!)                                               | 1968         | niem. | Bohuslav Ondráček                                                               | Joachim Relin                     | Studio telewizji czeskiej                      | 1968                  | Śpiew: Golden Kids Reżyser: Jaromír Vašta Zdjęcia: Jan Eisner |
| Noc                                                                  | 2014         | cz.   | Marek Doubrava                                                                  | Petr Kotouš                       | Gui-tón a Sono Records                         | 2014                  | Śpiew: Jan Neckář , Marek Doubrava , Václav Neckář Dyrygent: Marek Doubrava Instrumenty perkusyjne: Tomáš Neuwerth Flet: Filip Nebřenský Podkład melodyczny Parťákovy smyčce Gitara akustyczna: Marek Doubrava Gitara basowa: a.m.almela |
| Oči měl netečný (I Smiled Yesterday)                                 | 1969         | cz.   | Hal David Burt Bacharach                                                        | Pavel Vrba                        | studio Dejvice                                 | 11.06.1969            | Orkiestra: Orkiestra Taneczna Czechosłowackiego Radia Dyrygent: Václav Hybš Chór: Golden Kids |
| Odvěká žena (Natural Woman)                                          | 2016         | cz.   | Gerry Goffin Carole King Gerald Wexler                                          | Pavel Vrba                        | różne                                          | 2016                  | Dyrygent: Jan Smolík Podkład melodyczny Praska studyjna orkiestra symfoniczna , Zespół studyjny Petra Maláska |
| Oh, baby, baby                                                       | 1966         | cz.   | Bohuslav Ondráček                                                               | Eduard Krečmar Jan Schneider      | studio Strahov                                 | 25.03.1966            | Orkiestra: Orkiestra Taneczna Czechosłowackiego Radia Śpiew: Helena Vondráčková Dyrygent: Kamil Hála |
| Oh, baby, baby                                                       | 1966         | cz.   | Bohuslav Ondráček                                                               | Eduard Krečmar Jan Schneider      | studio telewizji czechosłowackiej              | 1970                  | Śpiew: Helena Vondráčková, Václav Neckář |
| Oh, baby, baby                                                       | 1966         | cz.   | Bohuslav Ondráček                                                               | Eduard Krečmar Jan Schneider      | Velký studiový orchestr                        | 2004                  | Śpiew: Helena Vondráčková |
| Óda na ticho                                                         | 2005         | cz.   | Petr Malásek                                                                    | Jan Schneider                     | studio dh Vyžlovka                             | 02-03. 2005           | Orkiestra: Orkiestra studyjna Pavla Větrovce |
| Ó narození předivné                                                  | 1990         | cz.   | Marek Eben                                                                      | Tekst liturgiczny                 | studio Dandy                                   | 17.09.1990            | Śpiew: Marek Eben Klarnet: David Eben Gitara: Marek Eben Carillon: Marek Eben Pozytyw: Kryštof Eben , Marek Eben Fisharmonia: Kryštof Eben Flet prosty: David Eben , Kryštof Eben Saksofon sopranowy: David Eben Cymbały: Dalibor Štrunc Wiolonczela: Ingeborg Žádná Viola da gamba: Ingeborg Žádná Lira korbowa: Petr Hapka Podkład melodyczny Schola Gregoriana Pragensis |
| Panno blahoslavená                                                   | 1990         | cz.   | Marek Eben                                                                      | Tekst liturgiczny                 | studio Dandy                                   | 17.09.1990            | Śpiew: Marek Eben Klarnet: David Eben Gitara: Marek Eben Carillon: Marek Eben Pozytyw: Kryštof Eben , Marek Eben Fisharmonia: Kryštof Eben Flet prosty: David Eben , Kryštof Eben Saksofon sopranowy: David Eben Cymbały: Dalibor Štrunc Wiolonczela: Ingeborg Žádná Viola da gamba: Ingeborg Žádná Lira korbowa: Petr Hapka Podkład melodyczny Schola Gregoriana Pragensis |
| Pár dnů (Song Bird)                                                  | 2016         | cz.   | Anne Christine McVie                                                            | Václav Kopta                      | różne                                          | 2016                  | Dyrygent: Jan Smolík Podkład melodyczny Praska studyjna orkiestra symfoniczna , Zespół studyjny Petra Maláska |
| Pár metálů                                                           | 1969         | cz.   | Harry Macourek                                                                  | Pavel Vrba                        | studio Dejvice                                 | 29.05.1969            | Orkiestra: Orkiestra „Golden Kids” Dyrygent: Josef Vobruba |
| Pár vzpomínek                                                        | 1965         | cz.   |                                                                                 |                                   |                                                | 1965                  | |
| Pastýři, nespěte                                                     | 1969         | cz.   | Česká lidová                                                                    | Česká lidová                      | studio telewizji czechosłowackiej              | 1969                  | Dyrygent: Václav Hybš Podkład melodyczny Chór Lubomíra Pánka , Václav Hybš z orkiestrą |
| Pijan Vajda                                                          | 1978         | cz.   | Jaroslav Hutka Morawska melodia ludowa                                          |                                   | Nahráno v Praze                                | 05 1978               | Gitara: Jaroslav Hutka |
| Píseň Kateřiny                                                       | 1968         | cz.   | Jaromír Klempíř                                                                 | Jiří Štaidl                       | Čs. rozhlas Praha                              | 1968                  | Dyrygent: Pavel Smetáček Podkład melodyczny Traditional Jazz Studio |
| Píseň klíčů                                                          | 2005         | cz.   | David Solař                                                                     | Jan Schneider                     | studio Vyžlovka                                | 02-03. 2005           | Orkiestra: Orkiestra studyjna Pavla Větrovce |
| Píseň Ofélie                                                         | 1966         | cz.   | Bohuslav Ondráček                                                               | Jan Schneider                     | Divadlo Rokoko                                 | 07.05.1966            | Śpiew: Waldemar Matuška Podkład melodyczny Grupa rytmiczna teatru „Apollo” |
| Píseň Ofélie                                                         | 1966         | cz.   | Bohuslav Ondráček                                                               | Jan Schneider                     | studio Dejvice                                 | 24.02.1967            | Orkiestra: Orkiestra Karla Krautgartnera Śpiew: Waldemar Matuška Dyrygent: Josef Vobruba |
| Píseň Ofélie                                                         | 1966         | cz.   | Bohuslav Ondráček                                                               | Jan Schneider                     | Studio telewizji czeskiej                      | 1968                  | Śpiew: Waldemar Matuška Dyrygent: Josef Vobruba Podkład melodyczny Orkiestra Karla Krautgartnera Reżyser: Ladislav Rychman |
| Píseň o štěstí                                                       | 2005         | cz.   | Karel Štolba                                                                    | Jan Schneider                     | studio Vyžlovka                                | 02-03. 2005           | Orkiestra: Orkiestra studyjna Pavla Větrovce |
| Píseň za padlé                                                       | 1968         | cz.   | Zdeněk Marat                                                                    | Zdeněk Borovec                    | studio czechosłowackiego radia                 | 11.10.1968            | Śpiew: Waldemar Matuška Podkład melodyczny Chór Lubomíra Pánka , Karel Vlach z orkiestrą |
| Písnička o krabičce                                                  | 1964         | cz.   | Bohuslav Ondráček                                                               | Jan Schneider                     | czechosłowackie radio Pilzno                   | 1964                  | Orkiestra: Zespół Jazzowy teatru „Alfa” |
| Plují lodi do Triany                                                 | 1965         | cz.   | Jan F. Fischer                                                                  | Olga Fischerová Jan F. Fischer    | Studio telewizji czeskiej                      | 1965                  | Orkiestra: Orkiestra Taneczna Czechosłowackiego Radia Dyrygent: Karel Krautgartner |
| Pochval strom za zelený listí (Little Green Apples)                  | 1969         | cz.   | Bobby Larry Russell                                                             | Zdeněk Borovec                    | studio Dejvice                                 | 1969                  | Śpiew: Helena Vondráčková Dyrygent: Josef Vobruba Podkład melodyczny Golden Kids , Orkiestra „Golden Kids” |
| Podzimní                                                             | 1993         | cz.   | Luboš Andršt                                                                    | Jan Burian                        | Studio MIDA+Rudolfinum                         | 1993                  | Orkiestra: Praska orkiestra klasyczna Dyrygent: Oldřich Vlček Chór: Zespół studyjny Petra Maláska Instrumenty klawiszowe: Petr Malásek Gitara: Andrej Šeban Instrumenty perkusyjne: Pavel „Bady” Zbořil Podkład melodyczny Praska orkiestra klasyczna Gitara basowa: Juraj Griglák                                                                                          |
| Pojď a měj mne rád                                                   | 1967         | cz.   | Karel Svoboda                                                                   | Ivo Fischer                       | studio Dejvice                                 | 20.05.1967            | Orkiestra: Karel Vlach z orkiestrą |
| Pojď jen blíž                                                        | 1970         | cz.   | Jindřich Brabec                                                                 | Zdeněk Borovec                    | studio Dejvice                                 | 02.02.1970            | Śpiew: Helena Vondráčková Dyrygent: Josef Vobruba Podkład melodyczny Chór Lubomíra Pánka , Orkiestra „Golden Kids” |
| Pojďte, pejskové                                                     | 1968         | cz.   | Karel Svoboda                                                                   | Zdeněk Rytíř                      | studio Dejvice                                 | 04.11.1968            | Orkiestra: Orkiestra „Golden Kids” Dyrygent: Josef Vobruba |
| Pojďte, pejskové                                                     | 1968         | cz.   | Karel Svoboda                                                                   | Zdeněk Rytíř                      | Studio telewizji czeskiej                      | 1990                  | Śpiew: Helena Vondráčková |
| Polárka                                                              | 1967         | cz.   | Petr Hapka                                                                      | Jan Růžička                       | Studio telewizji czeskiej                      | 1967                  | Orkiestra: Václav Hybš z orkiestrą |
| Pomoz mi                                                             | 1993         | cz.   | Marián Varga                                                                    | Jana Leichtová Kamil Peteraj      | Studio MIDA+Rudolfinum                         | 1993                  | Orkiestra: Praska orkiestra klasyczna Dyrygent: Oldřich Vlček Chór: Zespół studyjny Petra Maláska Instrumenty klawiszowe: Petr Malásek Gitara: Andrej Šeban Instrumenty perkusyjne: Pavel „Bady” Zbořil Gitara basowa: Juraj Griglák |
| Poprvé                                                               | 1965         | cz.   |                                                                                 |                                   |                                                | 1965                  | |
| Poslouchejte křesťané                                                | 1990         | cz.   | Marek Eben                                                                      | Tekst liturgiczny                 | studio Dandy                                   | 17.09.1990            | Śpiew: Marek Eben Klarnet: David Eben Gitara: Marek Eben Carillon: Marek Eben Pozytyw: Kryštof Eben , Marek Eben Fisharmonia: Kryštof Eben Flet prosty: David Eben , Kryštof Eben Saksofon sopranowy: David Eben Cymbały: Dalibor Štrunc Wiolonczela: Ingeborg Žádná Viola da gamba: Ingeborg Žádná Lira korbowa: Petr Hapka Podkład melodyczny Schola Gregoriana Pragensis |
| Povel pro pána tvorstva                                              | 2005         | cz.   | Pavel Fořt                                                                      | Jan Schneider                     | studio dh Vyžlovka                             | 02-03. 2005           | Orkiestra: Orkiestra studyjna Pavla Větrovce |
| Přejdi ten práh (Reach Out And Touch)                                | 2016         | cz.   | Nickolas Ashford Valerie Simpson                                                | Marta Skarlandtová                | różne                                          | 2016                  | Orkiestra: Zespół studyjny Petra Maláska Dyrygent: Jan Smolík Podkład melodyczny Praska studyjna orkiestra symfoniczna , Zespół studyjny Petra Maláska |
| Přines ten klíč, Tony                                                | 1965         | cz.   | Bohuslav Ondráček                                                               | Jan Schneider                     | studio Strahov                                 | 22.11.1965            | Orkiestra: Miroslav Kefurt ze swoją grupą Śpiew: Helena Vondráčková Podkład melodyczny Miroslav Kefurt ze swoją grupą |
| Přítel Quinn (Mighty Quinn)                                          | 1968         | cz.   | Bob Dylan                                                                       | Zdeněk Rytíř                      | studio Dejvice                                 | 05.11.1968            | Orkiestra: Orkiestra „Golden Kids” Śpiew: Golden Kids Dyrygent: Josef Vobruba |
| Promiň (Sorry Seems To Be The Hardest Word)                          | 2010         | cz.   | Elton John                                                                      | Lukáš Hrabal                      | studio Nusle                                   | 11. 04 2010           | nagrał Petr Malásek |
| Prorokovali proroci                                                  | 1990         | cz.   | Marek Eben                                                                      | Tekst liturgiczny                 | studio Dandy                                   | 17.09.1990            | Śpiew: Marek Eben Klarnet: David Eben Gitara: Marek Eben Carillon: Marek Eben Pozytyw: Kryštof Eben , Marek Eben Fisharmonia: Kryštof Eben Flet prosty: David Eben , Kryštof Eben Saksofon sopranowy: David Eben Cymbały: Dalibor Štrunc Wiolonczela: Ingeborg Žádná Viola da gamba: Ingeborg Žádná Lira korbowa: Petr Hapka Podkład melodyczny Schola Gregoriana Pragensis |
| Protihráč (Ever Changing Times)                                      | 2016         | cz.   | Steve Lukather Randy Goodrum                                                    | Marta Skarlandtová                | różne                                          | 2016                  | Śpiew: Matěj Ruppert Podkład melodyczny Zespół studyjny Petra Maláska |
| Proudy (Prove It)                                                    | 1968         | cz.   | Randie Evretts Horace Ott                                                       | Zdeněk Rytíř                      | studio Dejvice                                 | 05.11.1968            | Dyrygent: Josef Vobruba Chór: Golden Kids Podkład melodyczny Orkiestra „Golden Kids” , sbor |
| Průvan                                                               | 2005         | cz.   | David Solař                                                                     | Jan Schneider                     | studio dh Vyžlovka                             | 02-03. 2005           | Orkiestra: Orkiestra studyjna Pavla Větrovce |
| Purpura                                                              | 2010         | cz.   | Jiří Šlitr                                                                      | Jiří Suchý                        | nieznane                                       | . 09 2010             | Śpiew: Lucie Bílá Dyrygent: František Drs Instrumenty klawiszowe: Petr Malásek Gitara: Stanislav Jelínek Instrumenty perkusyjne: Pavel „Bady” Zbořil Podkład melodyczny Praska studyjna orkiestra symfoniczna Gitara basowa: Martin Lehký |
| Ráda bych k Betlému – Štěstí, zdraví, pokoj svatý                    | 1969         | cz.   | Lidová koleda                                                                   | Lidová koleda                     | studio telewizji czechosłowackiej              | 1969                  | Śpiew: Václav Neckář Dyrygent: Václav Hybš Podkład melodyczny Dětský sbor , Václav Hybš z orkiestrą |
| Radši – šanson                                                       | 1964         | cz.   | Bohuslav Ondráček                                                               | Jan Schneider                     | czechosłowackie radio Pilzno                   | 1964                  | Orkiestra: Zespół Jazzowy teatru „Alfa” |
| Řeka vůní (Deep River Woman)                                         | 1995         | cz.   | Lionel Richie                                                                   | Eduard Krečmar                    | studio czeskiego radia                         | 31.03.1995            | Gitara: Jan Kučera Podkład melodyczny „Golden Strings” Vladimíra Popelky , Zespół wokalny „Voice Mix” |
| Řekni, kde ty kytky jsou (Where Have All The Flowers Gone)           | 2000         | cz.   | Peter Seeger                                                                    | Jiřina Fikejzová                  | Studio E. A. R. Dana Fikejze                   | 10. 07 2000           | |
| Řekni, kde ty kytky jsou (Where Have All The Flowers Gone)           | 2000         | cz.   | Peter Seeger                                                                    | Jiřina Fikejzová                  | Studio E. A. R. Dana Fikejze                   | 03 2017               | Gitara akustyczna: Jakub Červinka , Petra Hesová Gitara elektryczna Jakub Červinka Slide guitar Jiří Hes |
| Reťaz                                                                | 1968         | cz.   | Ján Siváček                                                                     | Tomáš Janovic Pavel Vrba          | studio A czechosłowackiego radia               | 1968                  | Orkiestra: Orkiestra Karla Krautgartnera Dyrygent: Josef Vobruba |
| Rezavý svět                                                          | 1968         | cz.   | Zdeněk Petr                                                                     | Ivo Fischer                       | SUPRAPHON                                      | 1968                  | Orkiestra: Václav Hybš z orkiestrą Dyrygent: Josef Vobruba Reżyser: František Látal |
| Rezavý svět                                                          | 1968         | cz.   | Zdeněk Petr                                                                     | Ivo Fischer                       | Studio telewizji czeskiej                      | 27.01.1969            | Orkiestra: Orkiestra Taneczna Czechosłowackiego Radia Dyrygent: Josef Vobruba |
| Říkám ti                                                             | 1968         | cz.   | Dušan Pálka                                                                     | Bohuslav Nádvorník                | studio czechosłowackiego radia                 | 29.04.1968            | Dyrygent: Zdeněk Marat Podkład melodyczny Taneczne studio Praha |
| Ring-o-ding                                                          | 1968         | cz.   | Bohuslav Ondráček                                                               | Zdeněk Rytíř                      | studio Dejvice                                 | 04.11.1968            | Orkiestra: Orkiestra „Golden Kids” Dyrygent: Josef Vobruba |
| Ring-o-ding                                                          | 1968         | cz.   | Bohuslav Ondráček                                                               | Zdeněk Rytíř                      | Benefis Světlo pro Světlušku                   | 2010                  | Śpiew: Aneta Langerová, Tonička Markofová |
| Robinson                                                             | 1968         | cz.   | Luděk Hulan                                                                     | Ivo Rožek                         | studio A czechosłowackiego radia               | 27.05.1968            | Orkiestra: Orkiestra Karla Krautgartnera Dyrygent: Luděk Hulan |
| Sama (Tennessee Waltz)                                               | 1967         | cz.   | Redd Stewart Pee Wee King                                                       | Ivo Rožek                         | studio A czechosłowackiego radia               | 20.06.1967            | Orkiestra: Václav Hybš z orkiestrą |
| Samba woodoo                                                         | 1991         | cz.   | Jindřich Malík                                                                  | Zdeněk Rytíř                      | Hrnčíře                                        | 30.04.1991            | Orkiestra: Zespół studyjny Luboše Andršta |
| Santa Clara                                                          | 1967         | cz.   | Karel Mareš                                                                     | Rostislav Černý                   | studio telewizji czechosłowackiej              | 21.04.1967            | Orkiestra: Taneczne studio Praha Śpiew: Helena Vondráčková Dyrygent: Zdeněk Marat |
| Šaty z duhy                                                          | 1966         | cz.   | Jaromír Knittl                                                                  | Pavel Vrba                        | studio czechosłowackiego radia                 | 22.11.1966            | Orkiestra: Orkiestra Taneczna Czechosłowackiego Radia Śpiew: Helena Vondráčková Dyrygent: Josef Vobruba |
| Schránka na dopisy                                                   | 1967         | cz.   | Jan Rimon                                                                       | Jiří Aplt                         |                                                | 24.03.1967            | Orkiestra: Praska orkiestra smyczkowa |
| Sedím na měsíci                                                      | 1991         | cz.   | David Noll                                                                      | Marta Kubišová                    | Hrnčíře                                        | 30.04.1991            | Orkiestra: Zespół studyjny Luboše Andršta |
| Šenkýřka krásy                                                       | 2005         | cz.   | David Solař                                                                     | Jan Schneider                     | studio dh Vyžlovka                             | 02-03. 2005           | Orkiestra: Orkiestra studyjna Pavla Větrovce |
| Šla Maria do ráje                                                    | 1990         | cz.   | Marek Eben                                                                      | Tekst liturgiczny                 | studio Dandy                                   | 17.09.1990            | Śpiew: Marek Eben Klarnet: David Eben Gitara: Marek Eben Carillon: Marek Eben Pozytyw: Kryštof Eben , Marek Eben Fisharmonia: Kryštof Eben Flet prosty: David Eben , Kryštof Eben Saksofon sopranowy: David Eben Cymbały: Dalibor Štrunc Wiolonczela: Ingeborg Žádná Viola da gamba: Ingeborg Žádná Lira korbowa: Petr Hapka Podkład melodyczny Schola Gregoriana Pragensis |
| Šlechtici                                                            | 1968         | cz.   | Angelo Michajlov                                                                | Eduard Krečmar                    | studio telewizji czechosłowackiej              | 1968                  | Orkiestra: Orkiestra Karla Krautgartnera Śpiew: Helena Vondráčková, Václav Neckář |
| Slzy tvý mámy                                                        | 1996         | cz.   | Petr Janda                                                                      | Václav Babula                     | studia A i F Czeskiego radia                   | 1996                  | Orkiestra: Zespół studyjny Rudolfa Rokla |
| Směs koled                                                           | 1968         | cz.   | Lidová koleda                                                                   | Lidová koleda                     | Studio telewizji czechosłowackiej              | 29.11.1968            | Śpiew: Eva Pilarová , Helena Vondráčková, Jiří Štědroň , Karel Hála , Karel Černoch , Milan Chladil , Václav Neckář Dyrygent: Josef Vobruba Podkład melodyczny Chór Lubomíra Pánka , Orkiestra Taneczna Czechosłowackiego Radia |
| Smrt holubího krále                                                  | 1991         | cz.   | Jindřich Malík                                                                  | Zdeněk Rytíř                      | studio Hrnčíře,                                | 30.04.1991            | Instrumenty klawiszowe: Lev Alexandrovič Rybalkin Gitara: Luboš Andršt Instrumenty perkusyjne: Ivan Kadaňka Saksofon sopranowy: Joe Kučera Gitara basowa: Vladimír „Guma” Kulhánek |
| S nebývalou ochotou (Walking Back To Happiness)                      | 1966         | cz.   | Michael Edwin Hawker John Francis Schroeder                                     | Eduard Krečmar                    | studio czechosłowackiego radia                 | 30.06.1966            | Orkiestra: Orkiestra Taneczna Czechosłowackiego Radia Dyrygent: Josef Vobruba Chór: Chór Lubomíra Pánka |
| Sněžný muž                                                           | 1969         | cz.   |                                                                                 |                                   | Studio FISYO                                   | 1969                  | Orkiestra: Filmowa orkiestra symfoniczna Dyrygent: Štěpán Koníček |
| Spoutej mě                                                           | 1995         | cz.   | Bohuslav Ondráček                                                               | Zdeněk Borovec                    | Studio czeskiego radia, Praga                  | 31.03.1995            | Orkiestra: „Golden Strings” Vladimíra Popelky Chór: Zespół wokalny „Voice Mix” |
| Starala se máti má                                                   | 1978         | cz.   | Jaroslav Hutka Morawska melodia ludowa                                          |                                   | Utajnione miejsce w Pradze                     | 05 1978               | Gitara: Jaroslav Hutka |
| S tebou jsem já (Say You, Say Me)                                    | 1995         | cz.   | Lionel Richie                                                                   | Eduard Krečmar                    | studio czeskiego radia                         | 31.03.1995            | Orkiestra: „Golden Strings” Vladimíra Popelky Chór: Zespół wokalny „Voice Mix” Gitara: Jan Kučera |
| S tebou jsem já (Say You, Say Me)                                    | 1995         | cz.   | Lionel Richie                                                                   | Eduard Krečmar                    | studio telewizji czechosłowackiej              | 2008                  | Śpiew: Karel Černoch Reżyser: Rudolf Vodrážka Zdjęcia: Josef Hruša |
| Stížnost k Pánu Bohu                                                 | 1993         | cz.   | Július Kinček                                                                   | Peter Uličný                      | Studio MIDA+Rudolfinum                         | 1993                  | Orkiestra: Praska orkiestra klasyczna Dyrygent: Oldřich Vlček Chór: Zespół studyjny Petra Maláska Instrumenty klawiszowe: Petr Malásek Gitara: Andrej Šeban Instrumenty perkusyjne: Pavel „Bady” Zbořil Podkład melodyczny Praska orkiestra klasyczna Gitara basowa: Juraj Griglák                                                                                          |
| Svatý David                                                          | 1978         | cz.   | Jaroslav Hutka Morawska melodia ludowa                                          |                                   | Utajnione miejsce w Pradze                     | 05 1978               | Gitara: Jaroslav Hutka |
| Svět bez vás dvou                                                    | 1995         | cz.   | Michal David                                                                    | Zdeněk Borovec                    | Studio czeskiego radia, Praga                  | 31.03.1995            | Orkiestra: „Golden Strings” Vladimíra Popelky Chór: Zespół wokalny „Voice Mix” |
| Svlíkám lásku                                                        | 1969         | cz.   | Harry Macourek                                                                  | Hana Čiháková                     | studio Dejvice                                 | 28.05.1969            | Orkiestra: Orkiestra „Golden Kids” Dyrygent: Josef Vobruba Podkład melodyczny Orkiestra „Golden Kids” |
| Syn Boží se nám narodil                                              | 1990         | cz.   | Marek Eben                                                                      | Tekst liturgiczny                 | studio Dandy                                   | 17.09.1990            | Śpiew: Marek Eben Klarnet: David Eben Gitara: Marek Eben Carillon: Marek Eben Pozytyw: Kryštof Eben , Marek Eben Fisharmonia: Kryštof Eben Flet prosty: David Eben , Kryštof Eben Saksofon sopranowy: David Eben Cymbały: Dalibor Štrunc Wiolonczela: Ingeborg Žádná Viola da gamba: Ingeborg Žádná Lira korbowa: Petr Hapka Podkład melodyczny Schola Gregoriana Pragensis |
| Taiga blues (Tajga blues 69)                                         | 1969         | niem. | Bohuslav Ondráček                                                               |                                   | pro Polydor,                                   | 1969                  | |
| Tajga blues '69                                                      | 1969         | cz.   | Bohuslav Ondráček                                                               | Zdeněk Rytíř                      | studio Dejvice                                 | 09.01.1969            | Orkiestra: Orkiestra „Golden Kids” Dyrygent: Josef Vobruba |
| Tajuplnej hráč                                                       | 1967         | cz.   | Karel Svoboda                                                                   | Ivo Fischer                       | studio Dejvice                                 | 20.03.1967            | Orkiestra: Václav Hybš se sólisty Podkład melodyczny Václav Hybš se svými sólisty |
| Tajuplnej hráč                                                       | 1967         | cz.   | Karel Svoboda                                                                   | Ivo Fischer                       | MIDEM                                          | 23.01.1968            | Podkład melodyczny Orkiestra festiwalowa |
| Tak dej se k nám a projdem svět                                      | 1968         | cz.   | Ota Petřina                                                                     | Zdeněk Rytíř                      | studio Dejvice                                 | 10.12.1968            | Orkiestra: Orkiestra „Golden Kids” Dyrygent: Josef Vobruba |
| Tak tedy sbohem                                                      | 1968         | cz.   | Zdeněk Petr                                                                     | Ivo Fischer                       | studio czechosłowackiego radia                 | 14.11.1968            | Orkiestra: Václav Hybš z orkiestrą Śpiew: Helena Vondráčková, Karel Štědrý , Waldemar Matuška |
| Tam na horách (On Top Of Old Smokey)                                 | 1965         | cz.   | Ludowa amerykańska                                                              | Jiřina Fikejzová                  | studio A czechosłowackiego radia               | 31.05.1965            | Orkiestra: Grupa Miroslava Kefurta |
| Teď                                                                  | 2005         | cz.   | David Solař                                                                     | Jan Schneider                     | studio dh Vyžlovka                             | 02-03. 2005           | Orkiestra: Orkiestra studyjna Pavla Větrovce |
| Ten, kdo z pánů básníků                                              | 1968         | cz.   | Angelo Michajlov                                                                | Ivo Fischer                       | Československý film                            | 11.04.1968            | Orkiestra: Orkiestra Karla Krautgartnera Śpiew: Waldemar Matuška Dyrygent: Josef Vobruba |
| Ten druhý v nás                                                      | 1970         | cz.   | Ota Petřina                                                                     | Zdeněk Rytíř                      | studio Dejvice                                 | 13.03.1970            | Orkiestra: Orkiestra „Golden Kids” Dyrygent: Josef Vobruba Gitara: Ota Petřina Klaskanie Václav Neckář, Zdeněk Rytíř |
| Ten podzimní čas                                                     | 1996         | cz.   | Pavel Krejča                                                                    | Pavel Vrba                        | studia A i F Czeskiego radia                   | 30.06.1996            | Orkiestra: Zespół studyjny Rudolfa Rokla Instrumenty perkusyjne: Jan Žižka Fortepian: Rudolf Rokl Saksofon sopranowy: Karel Růžička jr. Gitara akustyczna: Jan Kučera Gitara basowa: Jaromír Honzák |
| Ten zlej páv                                                         | 1967         | cz.   | Angelo Michajlov                                                                | Ivo Fischer                       | studio Dejvice                                 | 14.11.1967            | Orkiestra: Václav Hybš z orkiestrą |
| The Great City                                                       | 1964         | ang.  | Curtis Reginald Lewis                                                           | Curtis Reginald Lewis             | czechosłowackie radio Pilzno                   | 1964                  | Orkiestra: Zespół Jazzowy teatru „Alfa” |
| Tři přání                                                            | 2015         | cz.   | Tomáš Živor                                                                     | Michael Prostějovský              |                                                | 2015                  | Śpiew: Jakub Hübner Dyrygent: Jakub Žídek |
| Tulácká                                                              | 1964         | cz.   | Bohuslav Ondráček                                                               | Zbyněk Kovanda                    | czechosłowackie radio Pilzno                   | 1964                  | Orkiestra: Zespół Jazzowy teatru „Alfa” |
| Tvé jméno Jan – Pocta Janu Patočkovi (Song of Joy)                   | 1978         | cz.   | Billy Preston                                                                   | Pavel Kohout                      | Studio telewizji czeskiej                      | 1978                  | Podkład melodyczny Studiová skupina |
| Tvůj krém, tvůj nůž, tvůj růženec (You Came, You Saw, You Conquered) | 1969         | cz.   | Toni Wine Phillip Spector Irwin Levine                                          | Zdeněk Borovec                    | studio Dejvice                                 | 18.12.1969            | Orkiestra: Orkiestra „Golden Kids” Dyrygent: Josef Vobruba Podkład melodyczny celesta |
| Tys bejval mámin hodnej syn                                          | 1969         | cz.   | Bohuslav Ondráček                                                               | Zdeněk Borovec                    | studio Dejvice                                 | 19.12.1969            | Orkiestra: Orkiestra „Golden Kids” Dyrygent: Josef Vobruba Chór: Kühnův smíšený sbor Harfa: Libuše Váchalová |
| Ukolébavka pro nenarozené děti (My Mama)                             | 1969         | cz.   | Paul Ryan                                                                       | Zdeněk Rytíř                      | studio Dejvice                                 | 17.12.1969            | Orkiestra: Orkiestra „Golden Kids” Dyrygent: Josef Vobruba Chór: Kühnův smíšený sbor Harfa: Libuše Váchalová Kotły: Miroslav Kokoška |
| Ulice                                                                | 1965         | cz.   | Luděk Hulan                                                                     | Ivo Rožek                         | studio A czechosłowackiego radia               | 23.02.1965            | Orkiestra: Jazzové studio TOČRu Chór: Chór Lubomíra Pánka |
| U našeho jezera                                                      | 1978         | cz.   | Lidová píseň Jaroslav Hutka                                                     |                                   | v Praze                                        | 05 1978               | Gitara: Jaroslav Hutka |
| Už se léto schovává (Playing Solitaire With My Memories)             | 1969         | cz.   | Philip Michael Coulter Bill Martin Phil Coulter William Wylie Macpherson Martin | Eduard Krečmar                    | studio czechosłowackiego radia                 | 1969                  | Orkiestra: Orkiestra Taneczna Czechosłowackiego Radia Śpiew: Golden Kids Dyrygent: Josef Vobruba Podkład melodyczny Orkiestra Taneczna Czechosłowackiego Radia |
| Velebí má duše                                                       | 1990         | cz.   | Marek Eben                                                                      | Tekst liturgiczny                 | studio Dandy                                   | 17.09.1990            | Śpiew: Marek Eben Klarnet: David Eben Gitara: Marek Eben Carillon: Marek Eben Pozytyw: Kryštof Eben , Marek Eben Fisharmonia: Kryštof Eben Flet prosty: David Eben , Kryštof Eben Saksofon sopranowy: David Eben Cymbały: Dalibor Štrunc Wiolonczela: Ingeborg Žádná Viola da gamba: Ingeborg Žádná Lira korbowa: Petr Hapka Podkład melodyczny Schola Gregoriana Pragensis |
| Věř nám dál                                                          | 1993         | cz.   | František Horký                                                                 | Zdeněk Mašta                      | Studio MIDA+Rudolfinum                         | 1993                  | Orkiestra: Praska orkiestra klasyczna Śpiew: Bohouš Josef Dyrygent: Oldřich Vlček Współwykonawca Bohouš Josef Chór: Zespół studyjny Petra Maláska Instrumenty klawiszowe: Petr Malásek Gitara: Andrej Šeban Instrumenty perkusyjne: Pavel „Bady” Zbořil Podkład melodyczny Praska orkiestra klasyczna Gitara basowa: Juraj Griglák                                          |
| Veselými hlasy                                                       | 1990         | cz.   | Marek Eben                                                                      | Tekst liturgiczny                 | studio Dandy                                   | 17.09.1990            | Śpiew: Marek Eben Klarnet: David Eben Gitara: Marek Eben Carillon: Marek Eben Pozytyw: Kryštof Eben , Marek Eben Fisharmonia: Kryštof Eben Flet prosty: David Eben , Kryštof Eben Saksofon sopranowy: David Eben Cymbały: Dalibor Štrunc Wiolonczela: Ingeborg Žádná Viola da gamba: Ingeborg Žádná Lira korbowa: Petr Hapka Podkład melodyczny Schola Gregoriana Pragensis |
| Ve tvém objetí (Cheek To Cheek)                                      | 1965         | cz.   | Irving Berlin                                                                   | Vladimír Dvořák                   | studio Kobylisy                                | 02.03.1965            | Orkiestra: Orkiestra Taneczna Czechosłowackiego Radia Dyrygent: Kamil Hála |
| Víc nechtěl by snad ani d’Artagnan                                   | 1965         | cz.   | Jaroslav Jakoubek                                                               | Jan Schneider                     | studio czechosłowackiego radia                 | 07.07.1965            | Orkiestra: Orkiestra Taneczna Czechosłowackiego Radia Śpiew: Waldemar Matuška Dyrygent: Josef Vobruba |
| Víc nechtěl by snad ani d’Artagnan                                   | 1965         | cz.   | Jaroslav Jakoubek                                                               | Jan Schneider                     | Studio telewizji czeskiej                      | 1966                  | Podkład melodyczny Orkiestra Karla Vlacha |
| Vítej, lásko                                                         | 2005         | cz.   | David Solař                                                                     | Jan Schneider                     | studio dh Vyžlovka                             | 31. 03 2005           | Orkiestra: Orkiestra studyjna Pavla Větrovce Dyrygent: David Solař |
| Vítr mi něco vzal                                                    | 1965         | cz.   | Georgij Portnov                                                                 | Jiří Aplt Josef Princev           | studio czechosłowackiego radia                 | 1965                  | |
| Vlastenecká píseň                                                    | 1968         | cz.   | Zdeněk Petr                                                                     | Ivo Fischer                       | [ 14 ]                                         | 1968                  | Orkiestra: Václav Hybš z orkiestrą Współwykonawca Helena Vondráčková Klawesyn: Robert Röhrer |
| Volám na shledanou (La Paloma)                                       | 1966         | cz.   | Sebastian de Yradier                                                            | Bohuslav Nádvorník                | studio czechosłowackiego radia                 | 22.10.1966            | Orkiestra: Václav Hybš se svými sólisty Chór: Chór Lubomíra Pánka |
| V půlnoční hodinu                                                    | 1990         | cz.   | Marek Eben                                                                      | Tekst liturgiczny                 | studio Dandy                                   | 17.09.1990            | Śpiew: Marek Eben Klarnet: David Eben Gitara: Marek Eben Carillon: Marek Eben Pozytyw: Kryštof Eben , Marek Eben Fisharmonia: Kryštof Eben Flet prosty: David Eben , Kryštof Eben Saksofon sopranowy: David Eben Cymbały: Dalibor Štrunc Wiolonczela: Ingeborg Žádná Viola da gamba: Ingeborg Žádná Lira korbowa: Petr Hapka Podkład melodyczny Schola Gregoriana Pragensis |
| Vrba                                                                 | 1969         | cz.   | Vladimír Popelka                                                                | Vladimír Poštulka                 | studio Dejvice                                 | 25.02.1969            | Orkiestra: Orkiestra „Golden Kids” Dyrygent: Josef Vobruba |
| Všechny bolesti utiší láska                                          | 1968         | cz.   | Angelo Michajlov                                                                | Eduard Krečmar                    | studio Dejvice                                 | 17.12.1968            | Orkiestra: Orkiestra „Golden Kids” Dyrygent: Josef Vobruba Podkład melodyczny Chór Lubomíra Pánka |
| Všechny bubny světa (Rhythm Of My Heart)                             | 1995         | cz.   | Marc Wallace Jordan John Joseph Capek                                           | Eduard Krečmar                    | Studio czeskiego radia, Praga                  | 31.03.1995            | Orkiestra: „Golden Strings” Vladimíra Popelky Chór: Zespół wokalny „Voice Mix” Gitara: Jan Kučera |
| Vši (Shes Too Good For Me)                                           | 1995         | cz.   | Sting                                                                           | Pavel Vrba                        | Studio czeskiego radia, Praga                  | 31.03.1995            | Orkiestra: „Golden Strings” Vladimíra Popelky Gitara: Jan Kučera Podkład melodyczny Zespół wokalny „Voice Mix” |
| V století dvacátém devátém (In The Year 2525)                        | 1970         | cz.   | Richard S. Evans                                                                | Zdeněk Rytíř                      | studio Dejvice                                 | 07.04.1970            | Orkiestra: Orkiestra „Golden Kids” Dyrygent: Josef Vobruba Podkład melodyczny Golden Kids |
| Vyznání                                                              | 2010         | cz.   | Karel Štolba                                                                    | Marta Skarlandtová                | Studiu PM a Studiu LineArt Nusle               | 11. 04 2010           | nagrał Petr Malásek |
| V žáru královské lásky                                               | 1991         | cz.   | Jan Hammer ml.                                                                  | Jan Němec Zdeněk Rytíř            | Hrnčíře                                        | 30.04.1991            | Orkiestra: Zespół studyjny Luboše Andršta Śpiew: Jindřich Malík , Květoslav Rohleder , Oldřich Pergl , Vilém Čok , Vít Popp Instrumenty klawiszowe: Lev Alexandrovič Rybalkin Gitara: Luboš Andršt Instrumenty perkusyjne: Ivan Kadaňka Saksofon sopranowy: Josef Kučera Gitara basowa: Vladimír „Guma” Kulhánek                                                            |
| Vzkaz                                                                | 2010         | cz.   | Petr Malásek                                                                    | Marta Skarlandtová                | Nahrál Petr Malásek                            | 2010                  | Śpiew: Milan Hein |
| Vzkaz                                                                | 2010         | cz.   | Petr Malásek                                                                    | Marta Skarlandtová                | nieznane                                       | 11. 04 2010           | Śpiew: Milan Hein |
| Was vorbei ist, das ist vorbei (Dobrá zpráva)                        | 1969         | niem. | Karel Svoboda                                                                   | Joachim Relin                     | Polydor,                                       | 1969                  | Śpiew: Golden Kids |
| Wie ein Fernruf (Depeše)                                             | 1967         | niem. | Karel Svoboda                                                                   | Martin Trenk                      | studio A czechosłowackiego radia               | 21.04.1967            | Orkiestra: Orkiestra Taneczna Czechosłowackiego Radia Dyrygent: Josef Vobruba |
| Wir leben mit dem Sonnenschein (I Only Want To Be With You)          | 1970         | niem. | Ivor Raymonde Mike Hawker                                                       | Kurt Hertha                       | Polydor                                        | 1970                  | Śpiew: Golden Kids |
| Wo ist der Clown (Blum)                                              | 1970         | niem. |                                                                                 |                                   | Polydor                                        | 1970                  | Śpiew: Golden Kids |
| Zaklínání                                                            | 1968         | cz.   | Harry Macourek                                                                  | Hana Čiháková                     |                                                | 1968                  | |
| Zdivočelá země                                                       | 1997         | cz.   | Zdeněk Barták st.                                                               | Eduard Krečmar                    | Studio telewizji czeskiej                      | 1997                  | Dyrygent: Mario Klemens Podkład melodyczny Studiový orchestr |
| Zelené návraty                                                       | 2005         | cz.   | David Solař                                                                     | Jan Schneider                     | studio dh Vyžlovka                             | 02-03. 2005           | Orkiestra: Orkiestra studyjna Pavla Větrovce |
| Život je jak těsná ulita                                             | 1968         | cz.   | Jaromír Klempíř                                                                 | Jiří Štaidl                       | studio czechosłowackiego radia                 | 29.04.1968            | Orkiestra: Orkiestra Karla Krautgartnera Śpiew: Karel Štědrý Dyrygent: Josef Vobruba |
| Život není pes                                                       | 2014         | cz.   | Petr Malásek                                                                    | Václav Kopta                      | studio LineArt,                                | 05 2014               | Śpiew: Aneta Langerová |
| Zkrať to!                                                            | 1995         | cz.   | Vladimír Popelka                                                                | Eduard Krečmar                    | studio czeskiego radia                         | 31.03.1995            | Orkiestra: „Golden Strings” Vladimíra Popelky Chór: Zespół wokalny „Voice Mix” Trąbka: Miroslav Surka Gitara: Jan Kučera Puzon: Josef Bažík Pavelka |
| Zlý dlouhý půst                                                      | 1969         | cz.   | Bohuslav Ondráček                                                               | Pavel Vrba                        | studio Dejvice                                 | 28.05.1969            | Orkiestra: Orkiestra „Golden Kids” Dyrygent: Josef Vobruba Chór: Helena Vondráčková Fortepian: Karel Růžička , Karel Růžička st. Podkład melodyczny Orkiestra „Golden Kids” , sbor |
| Zlý dlouhý půst                                                      | 1969         | cz.   | Bohuslav Ondráček                                                               | Pavel Vrba                        | Bratysława                                     | 21.06.1969            | Podkład melodyczny Chór Lubomíra Pánka , Taneční orchestr Josefa Vobruby |
| Zlý dlouhý půst                                                      | 1969         | cz.   | Bohuslav Ondráček                                                               | Pavel Vrba                        | studia A i F Czeskiego radia                   | 1996                  | Orkiestra: Zespół studyjny Rudolfa Rokla Chór: Vokální sbor řídí Lída Nopová |
| Znamení                                                              | 1991         | cz.   | Luboš Andršt                                                                    | Jan Burian                        | Hrnčíře                                        | 04 1991               | Orkiestra: Zespół studyjny Luboše Andršta |
| Z nebe posel vychází                                                 | 1990         | cz.   | Marek Eben                                                                      | Tekst liturgiczny                 | studio Dandy                                   | 17.09.1990            | Śpiew: Marek Eben Klarnet: David Eben Gitara: Marek Eben Carillon: Marek Eben Pozytyw: Kryštof Eben , Marek Eben Fisharmonia: Kryštof Eben Flet prosty: David Eben , Kryštof Eben Saksofon sopranowy: David Eben Cymbały: Dalibor Štrunc Wiolonczela: Ingeborg Žádná Viola da gamba: Ingeborg Žádná Lira korbowa: Petr Hapka Podkład melodyczny Schola Gregoriana Pragensis |
| Ztracené tváře                                                       | 1965         | cz.   | Luboš Fišer                                                                     | Pavel Kopta                       | nieznane                                       | 1965                  | |

### Statystyki
| Twórca                          | Utwory |
| ------------------------------- | ------ |
| Bohuslav Ondráček               | 40     |
| Marek Eben                      | 15     |
| David Solař                     | 10     |
| Jindřich Brabec                 | 10     |
| Karel Svoboda                   | 10     |
| Angelo Michajlov                | 9      |
| Harry Macourek                  | 7      |
| Karel Mareš                     | 7      |
| Jaroslav Hutka                  | 5      |
| Karel Štolba                    | 5      |
| Zdeněk Marat                    | 5      |
| Lionel Richie                   | 4      |
| Luboš Andršt                    | 4      |
| Morawska melodia ludowa         | 4      |
| Petr Malásek                    | 4      |
| Zdeněk Petr                     | 4      |
| Burt Bacharach                  | 3      |
| Luděk Hulan                     | 3      |
| Ota Petřina                     | 3      |
| Vladimír Popelka                | 3      |
| Bob Dylan                       | 2      |
| Dalibor Basler                  | 2      |
| Daniel Fikejz                   | 2      |
| Dušan Pálka                     | 2      |
| Jan Hammer ml.                  | 2      |
| Jaromír Klempíř                 | 2      |
| Jindřich Malík                  | 2      |
| John Lennon                     | 2      |
| Ján Siváček                     | 2      |
| Július Kinček                   | 2      |
| Lidová koleda                   | 2      |
| Michal David                    | 2      |
| Paul McCartney                  | 2      |
| Pavel Krejča                    | 2      |
| Peter Seeger                    | 2      |
| Václav Zahradník                | 2      |
| Andy Badale                     | 1      |
| Anne Christine McVie            | 1      |
| Antoine Fats Domino             | 1      |
| Autor nieznany                  | 1      |
| Beatrice Verdi                  | 1      |
| Bill Martin                     | 1      |
| Billy Preston                   | 1      |
| Bobby Larry Russell             | 1      |
| Buddy Kaye                      | 1      |
| Carole King                     | 1      |
| Charles Aznavour                | 1      |
| Chriss Argelies                 | 1      |
| Christopher Sean Lowe           | 1      |
| Cole Porter                     | 1      |
| Curtis Mayfield                 | 1      |
| Curtis Reginald Lewis           | 1      |
| Daniel Hádl                     | 1      |
| David Noll                      | 1      |
| Dežo Ursiny                     | 1      |
| Donald Covay                    | 1      |
| Donovan Phillips Leitch         | 1      |
| Duke Ellington                  | 1      |
| Dusty Springfield               | 1      |
| Eddie Gin                       | 1      |
| Elton John                      | 1      |
| Ferrero Rafael Jimenez          | 1      |
| Frank Stanton                   | 1      |
| František Horký                 | 1      |
| Galt Mac Dermot                 | 1      |
| George Gershwin                 | 1      |
| Georges Liferman                | 1      |
| Georgij Nikiforovič Nosov       | 1      |
| Georgij Portnov                 | 1      |
| Gerald Wexler                   | 1      |
| Gerry Goffin                    | 1      |
| Gilbert Bécaud                  | 1      |
| Gordon William Mills            | 1      |
| Grady Martin                    | 1      |
| Hal David                       | 1      |
| Horace Ott                      | 1      |
| Ira Gershwin                    | 1      |
| Irlandzka melodia ludowa        | 1      |
| Irving Berlin                   | 1      |
| Irwin Levine                    | 1      |
| Ivor Raymonde                   | 1      |
| J. J. de Lescout                | 1      |
| Jan Burian                      | 1      |
| Jan F. Fischer                  | 1      |
| Jan Rimon                       | 1      |
| Janis Ian                       | 1      |
| Jaromír Knittl                  | 1      |
| Jaroslav Jakoubek               | 1      |
| Jaroslav Ježek                  | 1      |
| Jean Gaston Renard              | 1      |
| Jeffrey Steele                  | 1      |
| Jiří Baur                       | 1      |
| Jiří Šlitr                      | 1      |
| John Francis Schroeder          | 1      |
| John Joseph Capek               | 1      |
| Juan Tizol                      | 1      |
| Julie Gold                      | 1      |
| Jurij Robežnik                  | 1      |
| Karel Gott                      | 1      |
| Ladislav Štaidl                 | 1      |
| Leonard Bernstein               | 1      |
| Les Reed                        | 1      |
| Lesley Duncan                   | 1      |
| Lidová píseň                    | 1      |
| Linda Creed                     | 1      |
| Lorenz Hart                     | 1      |
| Lorenzo Pilat                   | 1      |
| Louis Todd Innis                | 1      |
| Luboš Fišer                     | 1      |
| Luboš Svoboda                   | 1      |
| Lucio Dalla                     | 1      |
| Ludowa                          | 1      |
| Ludowa amerykańska              | 1      |
| Madeline Bell Broadus           | 1      |
| Marc Wallace Jordan             | 1      |
| Marek Doubrava                  | 1      |
| Mario Panzeri                   | 1      |
| Marián Varga                    | 1      |
| Michael Edwin Hawker            | 1      |
| Michaela Horká                  | 1      |
| Mike Hawker                     | 1      |
| Milan Dvořák                    | 1      |
| Miloslav Ducháč                 | 1      |
| Miroslav Kefurt                 | 1      |
| Neil Francis Tennant            | 1      |
| Nickolas Ashford                | 1      |
| Paul Ryan                       | 1      |
| Pavel Fořt                      | 1      |
| Pavel Vitoch                    | 1      |
| Pee Wee King                    | 1      |
| Petr Hapka                      | 1      |
| Petr Janda                      | 1      |
| Petr Skoumal                    | 1      |
| Phil Coulter                    | 1      |
| Philip Michael Coulter          | 1      |
| Phillip Spector                 | 1      |
| Randie Evretts                  | 1      |
| Randy Goodrum                   | 1      |
| Redd Stewart                    | 1      |
| Richard Rodgers                 | 1      |
| Richard S. Evans                | 1      |
| Sebastian de Yradier            | 1      |
| Sonny Bono                      | 1      |
| Stephen Paul Robson             | 1      |
| Steve Lukather                  | 1      |
| Sting                           | 1      |
| Thomas Randolph Bell            | 1      |
| Tomáš Živor                     | 1      |
| Toni Wine                       | 1      |
| Traditional                     | 1      |
| Valerie Simpson                 | 1      |
| Vašo Patejdl                    | 1      |
| Vladimír Vodička                | 1      |
| William Wylie Macpherson Martin | 1      |
| włoska, ludowa                  | 1      |
| Zdeněk Barták st.               | 1      |
| Česká lidová                    | 1      |
| Štěpán Rak                      | 1      |

| Twórca                      | Utwory |
| --------------------------- | ------ |
| Jan Schneider               | 31     |
| Eduard Krečmar              | 25     |
| Zdeněk Rytíř                | 25     |
| Pavel Vrba                  | 22     |
| Zdeněk Borovec              | 17     |
| Tekst liturgiczny           | 15     |
| Ivo Fischer                 | 11     |
| Marta Skarlandtová          | 11     |
| Jiří Aplt                   | 6      |
| Václav Kopta                | 6      |
| Zbyněk Kovanda              | 6      |
| Jiří Štaidl                 | 5      |
| Ivo Rožek                   | 4      |
| Jiřina Fikejzová            | 4      |
| Jiří Suchý                  | 4      |
| Pavel Kopta                 | 4      |
| Petr Rada                   | 4      |
| Rostislav Černý             | 4      |
| Bohuslav Nádvorník          | 3      |
| Hana Čiháková               | 3      |
| Jan Burian                  | 3      |
| Vladimír Dvořák             | 3      |
| Vladimír Poštulka           | 3      |
| Václav Babula               | 3      |
| Ester Krumbachová           | 2      |
| Joachim Relin               | 2      |
| Lidová koleda               | 2      |
| Marta Kubišová              | 2      |
| Miroslav Zikán              | 2      |
| Pavel Šrut                  | 2      |
| Peter Uličný                | 2      |
| Tomáš Janovic               | 2      |
| „Fini” Josefine Huber-Busch | 1      |
| Bedřich Svatoň              | 1      |
| Carl Ulrich Blecher         | 1      |
| Curtis Reginald Lewis       | 1      |
| Eva Sadková                 | 1      |
| Gilbert Bécaud              | 1      |
| Hal David                   | 1      |
| Irving Mills                | 1      |
| Jan F. Fischer              | 1      |
| Jan Němec                   | 1      |
| Jan Růžička                 | 1      |
| Jan Werich                  | 1      |
| Jana Leichtová              | 1      |
| Jaromír Hořec               | 1      |
| Jaroslav Šprongl            | 1      |
| Jindřich Balík              | 1      |
| Jiří R. Pick                | 1      |
| Jiří Voskovec               | 1      |
| Josef Princev               | 1      |
| Kamil Peteraj               | 1      |
| Karel Boušek                | 1      |
| Kurt Hertha                 | 1      |
| Luděk Hulan                 | 1      |
| Lukáš Hrabal                | 1      |
| Martin Trenk                | 1      |
| Michael Prostějovský        | 1      |
| Michal Bukovič              | 1      |
| Miloň Čepelka               | 1      |
| Miroslav Kefurt             | 1      |
| Miroslav Černý              | 1      |
| Olga Fischerová             | 1      |
| Otakar Žebrák               | 1      |
| Pavel Kohout                | 1      |
| Pavla Zachařová             | 1      |
| Petr Kotouš                 | 1      |
| Zdeněk Liška                | 1      |
| Zdeněk Mašta                | 1      |
| Česká lidová                | 1      |
| Štěpán Rak                  | 1      |

| Twórca             | Utwory |
| ------------------ | ------ |
| Josef Vobruba      | 78     |
| Oldřich Vlček      | 9      |
| Jan Smolík         | 8      |
| Václav Hybš        | 7      |
| Bohuslav Ondráček  | 3      |
| Karel Krautgartner | 3      |
| Zdeněk Marat       | 3      |
| Štěpán Koníček     | 3      |
| Kamil Hála         | 2      |
| Pavel Větrovec     | 2      |
| David Solař        | 1      |
| František Drs      | 1      |
| František Polák    | 1      |
| Jakub Žídek        | 1      |
| Jan Kučera         | 1      |
| Luděk Hulan        | 1      |
| Marek Doubrava     | 1      |
| Mario Klemens      | 1      |
| Pavel Smetáček     | 1      |
| Vladimír Popelka   | 1      |
| Václav Zahradník   | 1      |

| Twórca                                      | Utwory | Role                                      |
| ------------------------------------------- | ------ | ----------------------------------------- |
| Orkiestra „Golden Kids”                     | 40     | Podkład melodyczny Orkiestra              |
| Orkiestra Taneczna Czechosłowackiego Radia  | 36     | Podkład melodyczny Orkiestra              |
| Chór Lubomíra Pánka                         | 27     | ChórPodkład melodyczny                    |
| Helena Vondráčková                          | 23     | Śpiew ChórWspółwykonawca                  |
| Zespół studyjny Petra Maláska               | 20     | ChórPodkład melodyczny Orkiestra          |
| Golden Kids                                 | 18     | Śpiew ChórPodkład melodyczny              |
| Orkiestra Karla Krautgartnera               | 17     | Podkład melodyczny Orkiestra              |
| Václav Hybš z orkiestrą                     | 17     | Podkład melodyczny Orkiestra              |
| Orkiestra studyjna Pavla Větrovce           | 16     | Orkiestra                                 |
| Petr Malásek                                | 16     | nagrał Fortepian Instrumenty klawiszowe   |
| Dalibor Štrunc                              | 15     | Cymbały                                   |
| David Eben                                  | 15     | Klarnet Flet prosty Saksofon sopranowy    |
| Ingeborg Žádná                              | 15     | Wiolonczela Viola da gamba                |
| Kryštof Eben                                | 15     | Pozytyw Flet prosty Fisharmonia           |
| Marek Eben                                  | 15     | Śpiew Carillon Pozytyw Gitara             |
| Petr Hapka                                  | 15     | Lira korbowa                              |
| Schola Gregoriana Pragensis                 | 15     | Podkład melodyczny                        |
| „Golden Strings” Vladimíra Popelky          | 14     | Podkład melodyczny Orkiestra              |
| Pavel „Bady” Zbořil                         | 14     | Instrumenty perkusyjneperkusja – wsparcie |
| Zespół wokalny „Voice Mix”                  | 14     | ChórPodkład melodyczny                    |
| Andrej Šeban                                | 13     | Gitara                                    |
| Juraj Griglák                               | 13     | Gitara basowa                             |
| Praska orkiestra klasyczna                  | 13     | Podkład melodyczny Orkiestra              |
| Václav Neckář                               | 13     | Śpiewfrom_czech_mluvená role Klaskanie    |
| Jan Kučera                                  | 12     | Gitara akustyczna Gitara                  |
| Zespół Jazzowy teatru „Alfa”                | 12     | Orkiestra                                 |
| Waldemar Matuška                            | 10     | ŚpiewWspółwykonawca                       |
| Praska studyjna orkiestra symfoniczna       | 9      | Podkład melodyczny Orkiestra              |
| Zespół studyjny Rudolfa Rokla               | 8      | Chór Orkiestra                            |
| Karel Vlach z orkiestrą                     | 7      | Podkład melodyczny Orkiestra              |
| Karel Gott                                  | 6      | ŚpiewWspółwykonawca                       |
| Zespół studyjny Luboše Andršta              | 6      | Orkiestra                                 |
| Jaroslav Hutka                              | 5      | Gitara                                    |
| Mefisto                                     | 5      | Podkład melodyczny Orkiestra              |
| Ivan Kadaňka                                | 4      | Instrumenty perkusyjne                    |
| Karel Černoch                               | 4      | Śpiew Instrumenty perkusyjne              |
| Karel Štědrý                                | 4      | Śpiew                                     |
| Lev Alexandrovič Rybalkin                   | 4      | Instrumenty klawiszowe                    |
| Luboš Andršt                                | 4      | Gitara                                    |
| Taneční orchestr Josefa Vobruby             | 4      | Podkład melodyczny Orkiestra              |
| Vladimír „Guma” Kulhánek                    | 4      | Gitara basowa                             |
| Aneta Langerová                             | 3      | Śpiew                                     |
| Chór Jiřího Linhy                           | 3      | Chór                                      |
| Duet Irena i Olga                           | 3      | Chór                                      |
| Duo Irena a Olga                            | 3      | ChórPodkład melodyczny                    |
| Filmowa orkiestra symfoniczna               | 3      | Orkiestra                                 |
| Grupa rytmiczna teatru „Apollo”             | 3      | Podkład melodyczny Orkiestra              |
| Joe Kučera                                  | 3      | Saksofon sopranowy                        |
| Kühnův smíšený sbor                         | 3      | Chór                                      |
| Milan Hein                                  | 3      | ŚpiewWspółwykonawca                       |
| Richard Kubernát                            | 3      | Trąbka                                    |
| Rudolf Rokl                                 | 3      | Fortepian                                 |
| Taneczne studio Praha                       | 3      | Podkład melodyczny Orkiestra              |
| Chór teatru „Apollo”                        | 2      | ChórPodkład melodyczny                    |
| Eva Pilarová                                | 2      | Śpiew                                     |
| Jan Němec (16287)                           | 2      | scenariusz i reżyseria                    |
| Jan Žižka                                   | 2      | Instrumenty perkusyjne                    |
| Jaromír Honzák                              | 2      | Gitara basowa                             |
| Jindřich Malík                              | 2      | Śpiew                                     |
| Josef Bažík Pavelka                         | 2      | Puzon                                     |
| Karel Krautgartner                          | 2      | Klarnet Saksofon altowy                   |
| Karel Krautgartner ze swoją orkiestrą       | 2      | Orkiestra                                 |
| Květoslav Rohleder                          | 2      | Śpiew                                     |
| Libuše Váchalová                            | 2      | Harfa                                     |
| Miroslav Kefurt ze swoją grupą              | 2      | Podkład melodyczny Orkiestra              |
| Miroslav Surka                              | 2      | Trąbka                                    |
| Oldřich Pergl                               | 2      | Śpiew                                     |
| Orkiestra Bohuslava Ondráčka                | 2      | Orkiestra                                 |
| Orkiestra festiwalowa                       | 2      | Podkład melodyczny Orkiestra              |
| Praska orkiestra smyczkowa                  | 2      | Orkiestra                                 |
| Rudolf Vodrážka                             | 2      | Reżyser                                   |
| sbor                                        | 2      | Podkład melodyczny                        |
| Stop-Jazz-Kvartet z Pardubic                | 2      | Orkiestra                                 |
| Václav Hybš se svými sólisty                | 2      | Podkład melodyczny Orkiestra              |
| Vít Popp                                    | 2      | Śpiew                                     |
| Zdeněk Rytíř                                | 2      | DrumlaKlaskanie                           |
| Zespół „Apollo”                             | 2      | Orkiestra                                 |
| a.m.almela                                  | 1      | Gitara basowa                             |
| Angelo Michajlov                            | 1      | Fortepian                                 |
| Big Band Felixe Slováčka                    | 1      | Orkiestra                                 |
| Big Band Radio Praha                        | 1      | Orkiestra                                 |
| Blanka Šrůmová                              | 1      | Śpiew                                     |
| Bohouš Josef                                | 1      | ŚpiewWspółwykonawca                       |
| Bohumil Kulínský                            | 1      | chórmistrz                                |
| Bára Basiková                               | 1      | Śpiew                                     |
| celesta                                     | 1      | Podkład melodyczny                        |
| Chór Dziecięcy Czechosłowackiego Radia      | 1      | Chór                                      |
| Chór Karela Gotta                           | 1      | Chór                                      |
| Chór Pavla Kühna                            | 1      | Chór                                      |
| Chór żeński                                 | 1      | Chór                                      |
| Dalibor Brázda z orkiestrą                  | 1      | Orkiestra                                 |
| Darek Vostřel                               | 1      | Współwykonawca                            |
| David Solař                                 | 1      | Fortepian                                 |
| Dětský sbor                                 | 1      | Podkład melodyczny                        |
| Energit                                     | 1      | Podkład melodyczny                        |
| Filip Nebřenský                             | 1      | Flet                                      |
| František Kop                               | 1      | Saksofon                                  |
| František Látal                             | 1      | Reżyser                                   |
| Gitte Haenning                              | 1      | Współwykonawca                            |
| Grupa Miroslava Kefurta                     | 1      | Orkiestra                                 |
| Hana Hegerová                               | 1      | Śpiew                                     |
| Instrumentální skupina Divadla Alfa v Plzni | 1      | Orkiestra                                 |
| Ivan Habernal                               | 1      | Gitara basowa                             |
| Jakub Hübner                                | 1      | Śpiew                                     |
| Jakub Červinka                              | 1      | Gitara akustycznaGitara elektryczna       |
| Jan Eisner                                  | 1      | Zdjęcia                                   |
| Jan Konopásek                               | 1      | Flet                                      |
| Jan Neckář                                  | 1      | Śpiew                                     |
| Jan Němec                                   | 1      | Reżyser                                   |
| Jan Čapoun                                  | 1      | Trąbka                                    |
| Jaromír Vašta                               | 1      | Reżyser                                   |
| Jaromír Šofr                                | 1      | Zdjęcia                                   |
| Jazzové studio TOČRu                        | 1      | Orkiestra                                 |
| Jim Gubernát                                | 1      | Trąbka                                    |
| Jitka Zelenková                             | 1      | Śpiew                                     |
| Jiří Hes                                    | 1      | Slide guitar                              |
| Jiří Štědroň                                | 1      | Śpiew                                     |
| Josef Hruša                                 | 1      | Zdjęcia                                   |
| Josef Kučera                                | 1      | Saksofon sopranowy                        |
| Karel Hála                                  | 1      | Śpiew                                     |
| Karel Růžička                               | 1      | Fortepian                                 |
| Karel Růžička jr.                           | 1      | Saksofon sopranowy                        |
| Karel Růžička st.                           | 1      | Fortepian                                 |
| Karel Svoboda                               | 1      | Organy                                    |
| Karel Štolba                                | 1      | Instrumenty klawiszowe                    |
| Knut Kiesewetter                            | 1      | Współwykonawca                            |
| Kristian Hynek                              | 1      | Zdjęcia                                   |
| Laco Déczi                                  | 1      | Trąbka                                    |
| Ladislav Rychman                            | 1      | Reżyser                                   |
| Lucie Bílá                                  | 1      | Śpiew                                     |
| Luděk Hulan                                 | 1      | Śpiew                                     |
| Marek Doubrava                              | 1      | Śpiew Gitara akustyczna                   |
| Martin Lehký                                | 1      | Gitara basowa                             |
| Matěj Ruppert                               | 1      | Śpiew                                     |
| Milan Chladil                               | 1      | Śpiew                                     |
| Milan Dvořák                                | 1      | Organy                                    |
| Milan Ulrich                                | 1      | Saksofon tenorowy                         |
| Miroslav Kokoška                            | 1      | Kotły                                     |
| N. Yaneff                                   | 1      | Trąbka                                    |
| Natálie Kocábová                            | 1      | Śpiew                                     |
| Naďa Válová                                 | 1      | Śpiew                                     |
| Omar Khaouaj                                | 1      | Gitara                                    |
| Orkiestra „KGB”                             | 1      | Orkiestra                                 |
| Orkiestra Jazzowa Czechosłowackiego Radia   | 1      | Orkiestra                                 |
| Orkiestra Karela Gotta                      | 1      | Orkiestra                                 |
| Orkiestra Karla Vlacha                      | 1      | Podkład melodyczny                        |
| Ota Petřina                                 | 1      | Gitara                                    |
| Otto Kotýnek                                | 1      | Gitara                                    |
| Parťákovy smyčce                            | 1      | Podkład melodyczny                        |
| Peter Binder                                | 1      | Gitara                                    |
| Petr Formánek                               | 1      | Fortepian                                 |
| Petr Hejduk                                 | 1      | Perkusja Instrumenty perkusyjne           |
| Petra Hesová                                | 1      | Gitara akustyczna                         |
| Robert Röhrer                               | 1      | Klawesyn                                  |
| Robert Štolba                               | 1      | Instrumenty perkusyjne                    |
| Sextet Divadla v Alfě                       | 1      | Orkiestra                                 |
| Stanislav Jelínek                           | 1      | Gitara                                    |
| Studiová skupina                            | 1      | Podkład melodyczny                        |
| Studiový orchestr                           | 1      | Podkład melodyczny                        |
| Symfonický Orchestr Epoque Orchestra        | 1      | Orkiestra                                 |
| Tereza Černochová                           | 1      | Śpiew                                     |
| Tomáš Hradil                                | 1      | ŚpiewWspółwykonawca                       |
| Tomáš Neuwerth                              | 1      | Instrumenty perkusyjne                    |
| Tonička Markofová                           | 1      | Śpiew                                     |
| Traditional Jazz Studio                     | 1      | Podkład melodyczny                        |
| Trio żeńskie ČSSPT                          | 1      | Chór                                      |
| Vilém Čok                                   | 1      | Śpiew                                     |
| Vladimír Raška ze swoją orkiestrą           | 1      | Orkiestra                                 |
| Vokální sbor řídí Lída Nopová               | 1      | Chór                                      |
| Vokální sbor řídí Zdeněk Šulc               | 1      | Chór                                      |
| Václav Hybš                                 | 1      | Trąbka                                    |
| Václav Hybš se sólisty                      | 1      | Orkiestra                                 |
| Václav Zahradník ze swoją orkiestrą         | 1      | Orkiestra                                 |
| Wielka Orkiestra Studyjna                   | 1      | Orkiestra                                 |
| Zdeněk Šulc                                 | 1      | chórmistrz                                |
| Štefan Margita                              | 1      | Śpiew                                     |
| Štěpán Markovič                             | 1      | Saksofon sopranowy                        |

| Rok  | Premiery | Nagrania |
| ---- | -------- | -------- |
| 1963 | 6        | 7        |
| 1964 | 12       | 13       |
| 1965 | 20       | 21       |
| 1966 | 16       | 19       |
| 1967 | 28       | 29       |
| 1968 | 50       | 56       |
| 1969 | 31       | 38       |
| 1970 | 8        | 9        |
| 1971 | 0        | 0        |
| 1972 | 0        | 0        |
| 1973 | 0        | 0        |
| 1974 | 0        | 0        |
| 1975 | 0        | 0        |
| 1976 | 0        | 0        |
| 1977 | 0        | 0        |
| 1978 | 6        | 7        |
| 1979 | 0        | 0        |
| 1980 | 0        | 0        |
| 1981 | 0        | 0        |
| 1982 | 0        | 0        |
| 1983 | 0        | 0        |
| 1984 | 0        | 0        |
| 1985 | 0        | 0        |
| 1986 | 0        | 0        |
| 1987 | 0        | 0        |
| 1988 | 0        | 0        |
| 1989 | 0        | 2        |
| 1990 | 16       | 17       |
| 1991 | 9        | 10       |
| 1992 | 0        | 0        |
| 1993 | 12       | 15       |
| 1994 | 0        | 2        |
| 1995 | 13       | 14       |
| 1996 | 9        | 11       |
| 1997 | 1        | 2        |
| 1998 | 0        | 0        |
| 1999 | 0        | 0        |
| 2000 | 1        | 1        |
| 2001 | 0        | 0        |
| 2002 | 0        | 0        |
| 2003 | 0        | 0        |
| 2004 | 0        | 2        |
| 2005 | 16       | 17       |
| 2006 | 0        | 0        |
| 2007 | 0        | 0        |
| 2008 | 0        | 1        |
| 2009 | 0        | 0        |
| 2010 | 6        | 8        |
| 2011 | 0        | 0        |
| 2012 | 0        | 1        |
| 2013 | 2        | 3        |
| 2014 | 2        | 2        |
| 2015 | 1        | 1        |
| 2016 | 11       | 12       |
| 2017 | 0        | 2        |